# Église Saint-Lucien d'Ansacq
L'église Saint-Lucien est une église catholique paroissiale située à Ansacq, commune de l'Oise. Elle suit un plan cruciforme réduit à sa plus simple expression, et réunit une nef romane à un transept et un chœur de style gothique primitif, le croisillon sud ayant toutefois été rebâti entièrement à la période flamboyante. Il n'y a pas de bas-côtés ni de véritable clocher, et le petit clocher en charpente au-dessus de la croisée du transept est dépourvu de cloche. Hormis les baies flamboyantes des murs latéraux du croisillon sud et du chevet, et les vestiges de multiples transformations des ouvertures, le seul élément remarquable de l'église est son portail monumental roman. Il se caractérise par une triple archivolte surmontée de deux frises et richement décoré de divers motifs, tant dans les voussures, sur les chapiteaux que sur les piédroits. La nef est recouverte par de fausses voûtes en plâtre, tandis que transept et chœur sont voûtés sur croisées d'ogives. Ils se signalent par leur construction soignée. L'église fait l’objet d’une inscription au titre des monuments historiques depuis le 2 avril 1927.

## Localisation

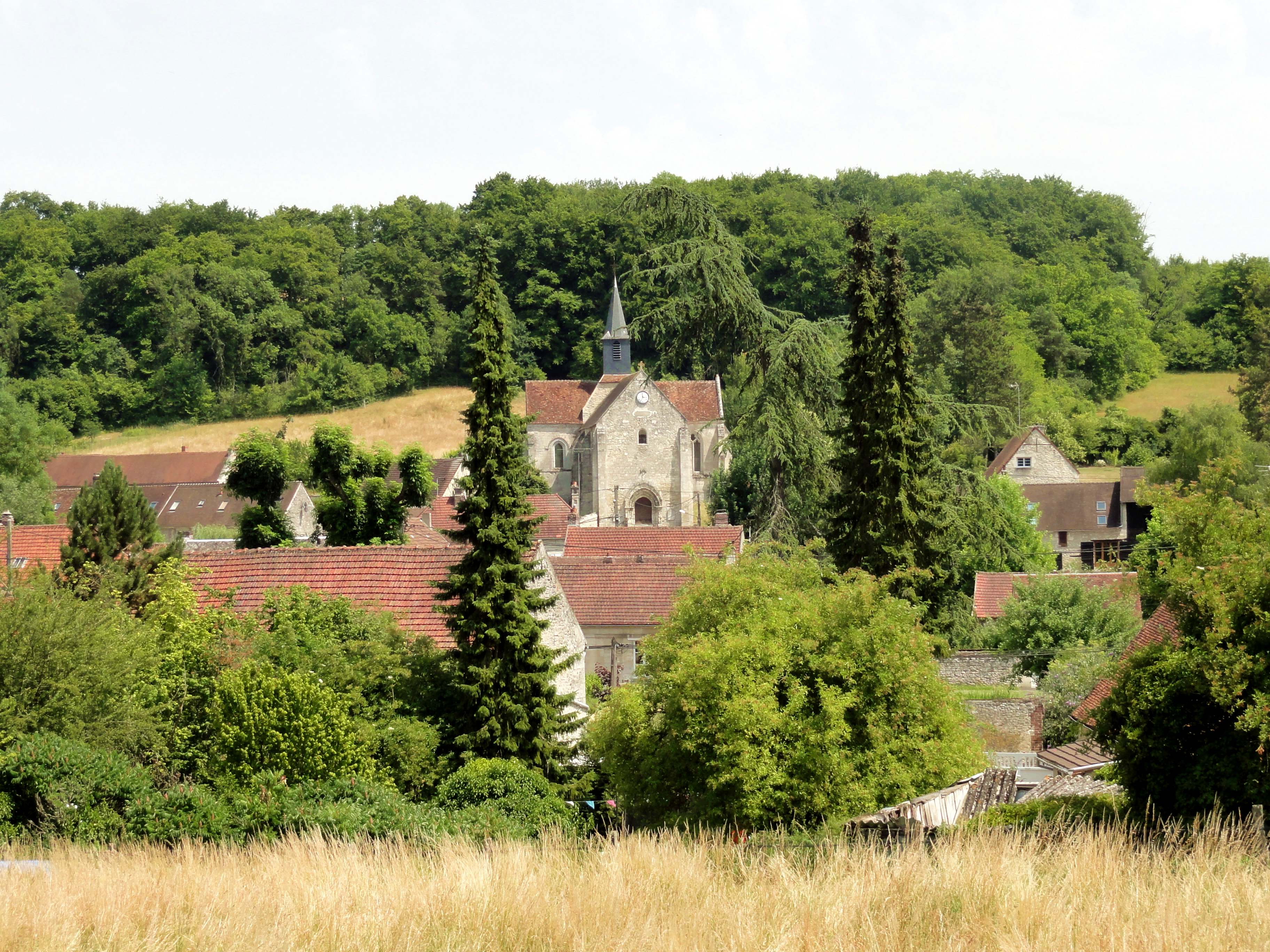
Vue depuis le cimetière.

L'église Saint-Lucien se situe en France, en région Hauts-de-France et dans le département de l'Oise, sur la commune d'Ansacq. Le petit village est implanté dans une cuvette, et l'église est bâti à flanc de coteau, à la limite orientale de l'agglomération. Elle est entourée de son ancien cimetière, qui est délimité de la rue par un mur de soutènement. L'on y accède par une vingtaine de marches, et il faut gravir cinq autres marches pour entrer dans l'église par le portail occidental. L'édifice est entièrement dégagée d'autres constructions, mais l'élévation septentrionale de la nef et le bras nord du transept sont enclavés dans une propriété privée, et ne sont que partiellement visibles depuis le domaine public. Le chevet est difficile d'accès du fait des accidents du terrain, et la végétation le cache en s'approchant de l'église depuis l'est. Bien que l'église domine nettement le fond marécageux de la vallée, ses parties orientales sont très humides, car le niveau du sol à l'intérieur se situe jusqu'à environ 1,80 m en dessous du niveau du sol à l'extérieur.

## Histoire

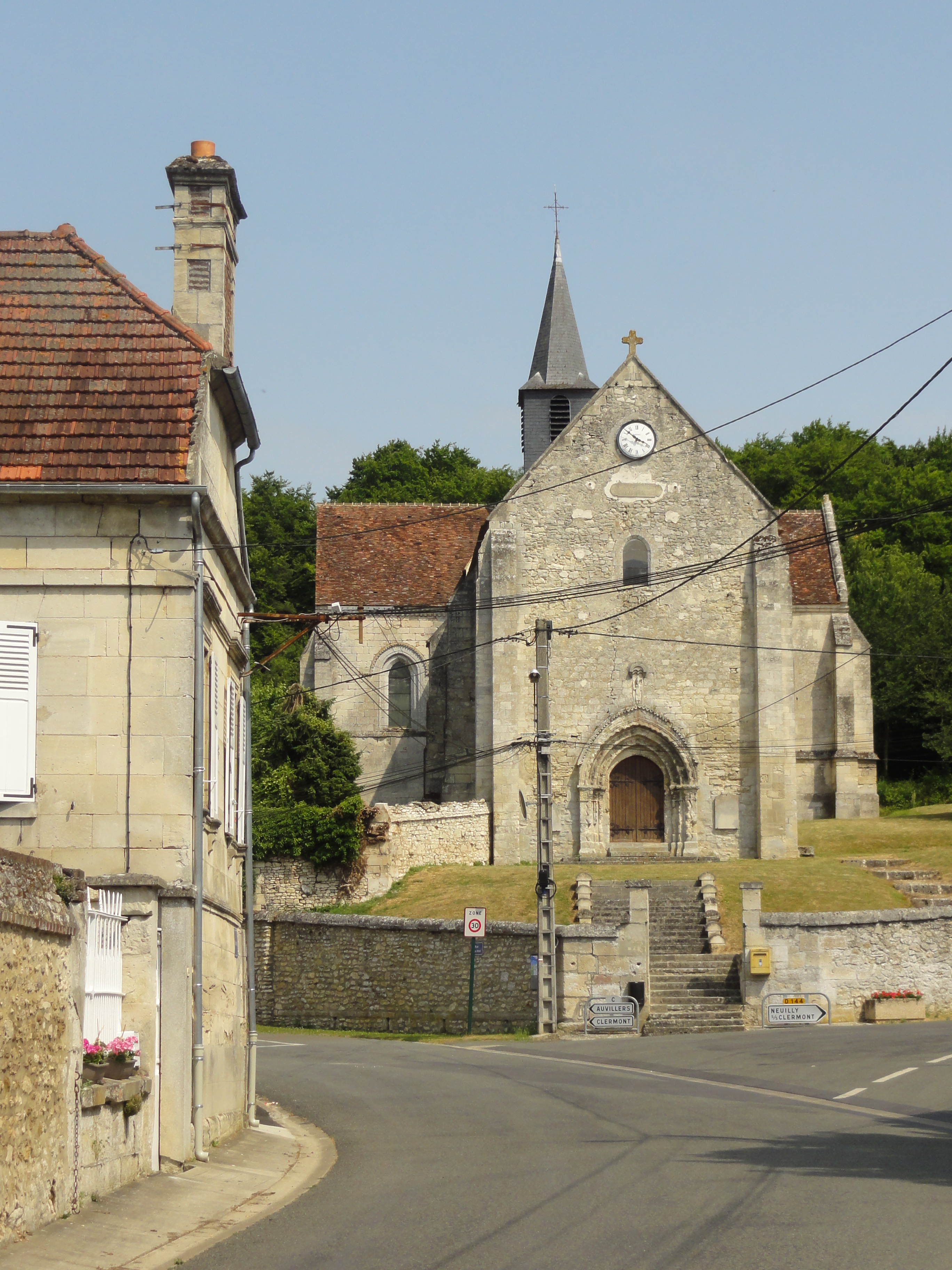
Approche depuis l'ouest.

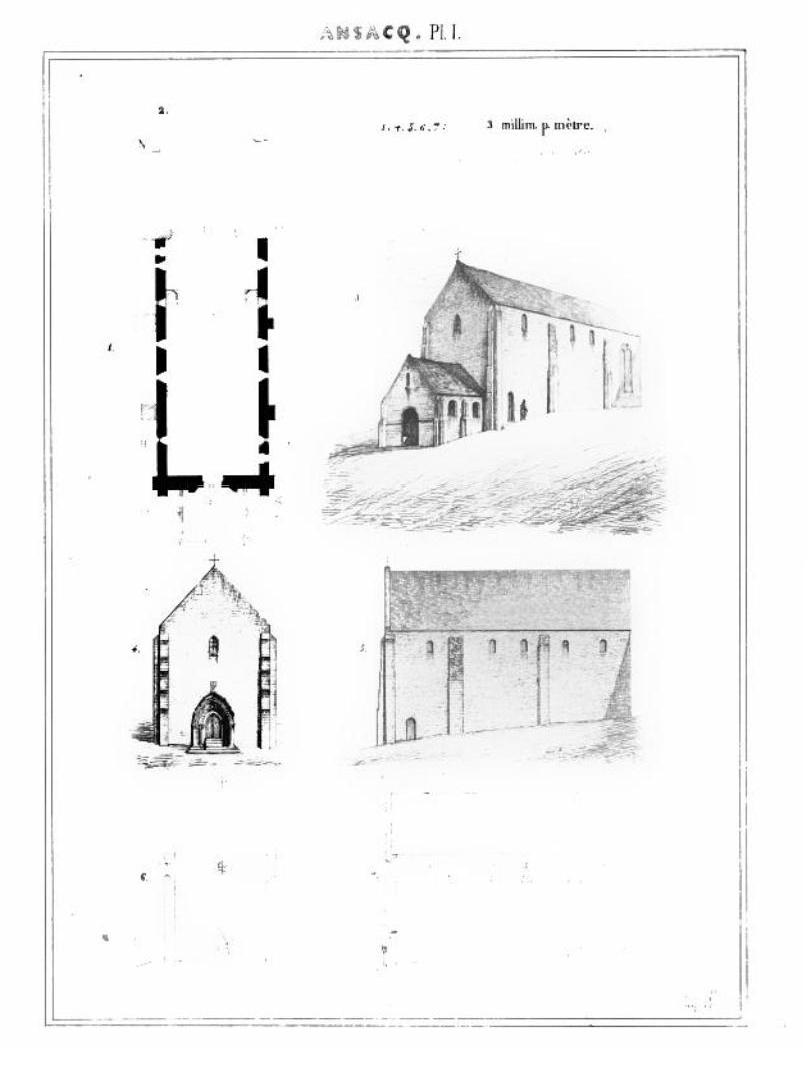
Relevés de la nef par E. Woillez, années 1840.

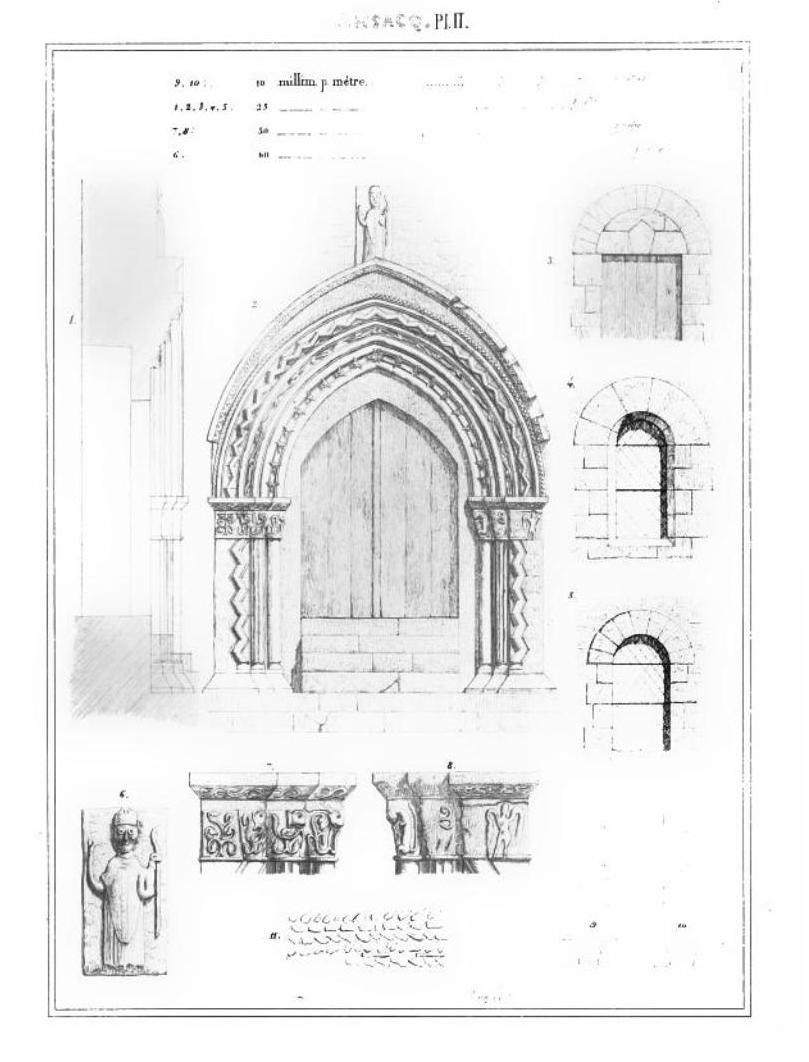
Relevés du portail par E. Woillez, années 1840.

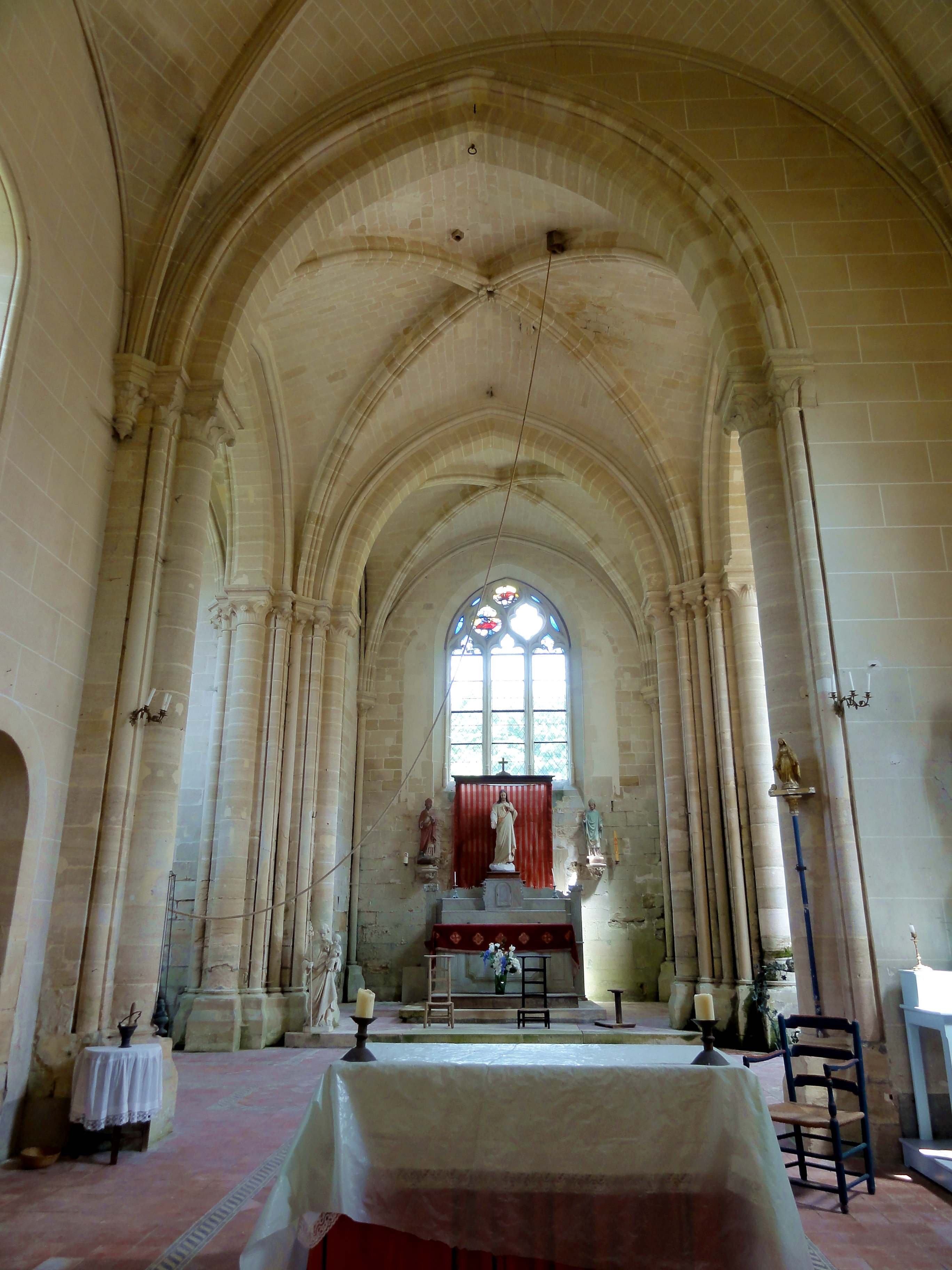
Nef, vue dans le chœur.

Au haut Moyen Âge, Ansacq est le siège d'un château fort, et le village est relativement considérable, sans égaler toutefois l'importance du bourg voisin d'Angy. À l'instar du bourg voisin de Bury, Ansacq est mis à sac par les Normands au IXe siècle. Une partie des terres dépend de la baronnie de Mouchy-le-Châtel, et l'autre partie du comté de Clermont. Vers 1037, Heilon, châtelain de Beauvais, confère le patronage de la cure au chapitre de la collégiale Saint-Barthélemy de Beauvais, fondée par lui-même en cette année. Le chapitre de la cathédrale Saint-Pierre de Beauvais revendique aussi certains droits de patronage au XIIe siècle (peut-être, c'est le collateur primitif, sachant que pendant les troubles du IXe siècle, beaucoup de biens ecclésiastiques avaient été usurpés par des seigneurs laïcs, et sont restitués à l'Église dans le cadre d'un mouvement encouragé par la réforme grégorienne). En 1157, l'évêque de Beauvais, Henri de France, doit juger un différend entre les deux chapitres. L'on ignore ses termes exacts, mais il s'agit probablement d'un compromis, car désormais, le chapitre cathédral nomme à la cure d'avril à novembre, et le chapitre Saint-Barthélemy de décembre à mars, soit seulement quatre mois. Sous l'Ancien Régime, la paroisse d'Ansacq relève du doyenné et de l'archidiaconé de l'Clermont.
L'unique publication pointue sur l'église Saint-Lucien remonte aux années 1840, et concerne uniquement la nef romane, étudiée soigneusement par le docteur Eugène Woillez. Il est suffisamment prudent pour ne pas se prononcer sur sa date, car il s'agit d'une nef-grange non articulée, dont les murs gouttereaux sont assez minces, dépourvus de contreforts et de corniche, et dont les fenêtres ne sont pas décorées (à l'exception de peintures murales en ocre rouge, comme à Cinqueux, Mogneville et Rully, visibles dans les combles). Dominique Vermand, qui a étudié les caractéristiques des églises romanes de l'Oise, insiste sur cette difficulté de datation : en l'absence de toutes particularités architecturales, les seuls indices peuvent être fournis par la position et les dimensions des fenêtres, par le type d'appareil et par le mortier employé, les peintures murales n'étant pas nécessairement d'origine. Au XIe siècle, l'appareil est souvent en partie en opus spicatum, comme à Balagny-sur-Thérain, Cinqueux et Ully-Saint-Georges, ou en pastoureaux, petit appareil cubique, comme à Bresles, Hermes et Montmille. Ce n'est apparemment pas le cas à Ansacq (Woillez veut y voir de l'opus spicatum, mais on n'en voit actuellement pas). La nef n'est donc peut-être pas beaucoup plus ancienne que le portail occidental et la fenêtre qui le surmonte. La rupture dans l'appareil autour de ces ouvertures semble indiquer leur postériorité au reste des murs. Elles sont en arc brisé, qui, selon  Dominique Vermand, fait son apparition dans la région au second quart du XIIe siècle. En même temps, les motifs ornementaux sont encore nettement romans, et le rapprochement avec les portails de Bury, Saint-Vaast-lès-Mello, Nointel, etc., permet d'affirmer que le portail d'Ansacq date bien du second quart du XIIe siècle.
Le chœur roman, dont l'on ignore tout, est remplacé par un transept et par une abside rectangulaire à la période gothique primitive, mais le croisillon sud est entièrement reconstruit à la période flamboyante. Sur le croisillon nord et l'abside, les contreforts à ressauts, qui s'amortissent par un long glacis pentu ; les rangs de têtes de clous qui surmontent les fenêtres et la corniche de modillons sont caractéristiques de la seconde moitié du XIIe siècle, et ressentent encore l'influence romane. À l'intérieur, les chapiteaux de crochets résolument gothiques semblent indiquer une période plus avancée, et concordent avec le style du premier quart du XIIIe siècle, tandis que le profil des ogives et les clés de voûte sous la forme de très petites couronnes de feuillages évoquent les voûtes d'ogives de la dernière période romane, comme on peut en trouver à Bury, Cambronne-lès-Clermont, Foulangues, Mogneville, Saint-Vaast-lès-Mello, etc. On peut donc envisager une date de construction peu avant ou après 1200.
Louis Graves écrit que la nef aurait été prolongée d'une travée au XVIe siècle, mais il doit s'agir d'une étourderie, puisqu'elle est délimitée par le portail roman à l'ouest, et par le transept gothique à l'est. L'auteur pense sans doute à la reconstruction de la dernière travée de la nef, qui est plus large que la partie ancienne, et montre les traces d'une vaste baie bouchée au sud. D'autres modifications interviennent après la guerre de Cent Ans. Entre 1480 et 1530 environ, le triplet du chevet, dont les traces demeurent bien visibles à l'extérieur, est remplacé par une vaste baie flamboyante. À la même époque, ou un peu plus tard, les baies à l'ouest et à l'est du croisillon sud sont à leur tour repercées, et munies d'un remplage flamboyant. Si l'on suppose que ce remaniement est entrepris sous la même campagne de travaux que la réfection de la baie méridionale et de la voûte du croisillon sud, il devrait remonter aux années 1540 seulement : la baie méridionale est bien en arc brisé, et le profil prismatique aigu des ogives est bien flamboyant, mais le remplage de la baie fait emploi à des formes en plein cintre comme à la Renaissance, et la clé de voûte, qui est un disque entouré d'une corde tressé, arbore une rosace feuillagée caractéristique de la fin du style flamboyant.
D'autres modifications apportées à l'édifice ont déjà été supprimées : Woillez mentionne un porche disgracieux ajouté devant le portail occidental en 1619 (ce n'est pas la travée supplémentaire dont parle Graves, un porche n'étant pas considéré comme travée), une petite porte en plein cintre au début du mur gouttereau sud de la nef, un portail gothique dans le mur gouttereau nord de la nef, déjà bouchée à son époque, et surtout les petites fenêtres romanes d'origine, dont la première est plus petite que les trois suivantes, mais pourvue d'un ébrasement extérieur contrairement aux autres. Antoine-Joseph Warmé a encore vu ces mêmes fenêtres en 1873. C'est donc d'une restauration au cours du dernier quart du XIXe siècle que datent les fenêtres latérales actuelles de la nef. À la même époque, le plafond horizontal en bois (qui a été rétabli à Rhuis est remplacé par des voûtes d'ogives en briques, recouvertes de plâtre, et munies de clés de voûte et culs-de-lampe en stuc. Des « embellissements » semblables ont dénaturé plus d'une église de la région, dont Balagny, Nointel, Rhuis et Venette. La dernière travée de la nef, reconstruite au XVIe siècle, est elle aussi concernée par l'opération,. L'église est inscrite monument historique par arrêté du 2 avril 1927. Elle est aujourd'hui affiliée à la paroisse Sainte-Claire de Mouy. La vie spirituelle, quasiment éteinte, se limite à deux messes dominicales anticipées par an, célébrées certains samedis à 18 h 30, pendant la période d'avril à octobre (il n'y a pas d'électricité dans l'église). S'y ajoutent quelques célébrations particulières à la demande des fidèles.

## Description

### Aperçu général

Plan de l'église.

À peu près régulièrement orientée, avec un axe légèrement dévié vers le nord (de 7°) du côté du portail, l'église est de plan cruciforme et se compose d'une nef sans bas-côtés ; d'un transept largement débordant ; d'un chœur au chevet plat d'une seule travée ; d'une grosse tourelle d'escalier polygonale dans l'angle entre croisillon sud et chœur ; et d'un petit clocher en charpente, se dressant au-dessus de la croisée du transept. Il n'y a pas de sacristie. L'intérieur de la nef mesure 20,55 m de longueur et 7,25 m de largeur, pour une hauteur de 9,50 m près de la façade et de 8,75 m seulement à l'est (par rapport à l'ancien plafond de bois), ce qui correspond à une dénivelée de 0,75 m clairement perceptible. La nef est munie de fausses voûtes d'ogives en briques, recouvertes de plâtre. Il y a quatre voûtes pour la partie ancienne de la nef, et une voûte pour la travée rebâtie au XVIe siècle, qui est plus large que les précédentes. Cette travée sert aujourd'hui de chœur liturgique. Le transept et le chœur sont voûtés d'ogives. L'église possède quatre pignons, un à chaque extrémité. L'accès s'effectue par le portail occidental de la nef, ou plus couramment par la petite porte au sud de la nef. Subsiste également une petite porte à l'ouest du croisillon sud.

### Extérieur

#### Nef

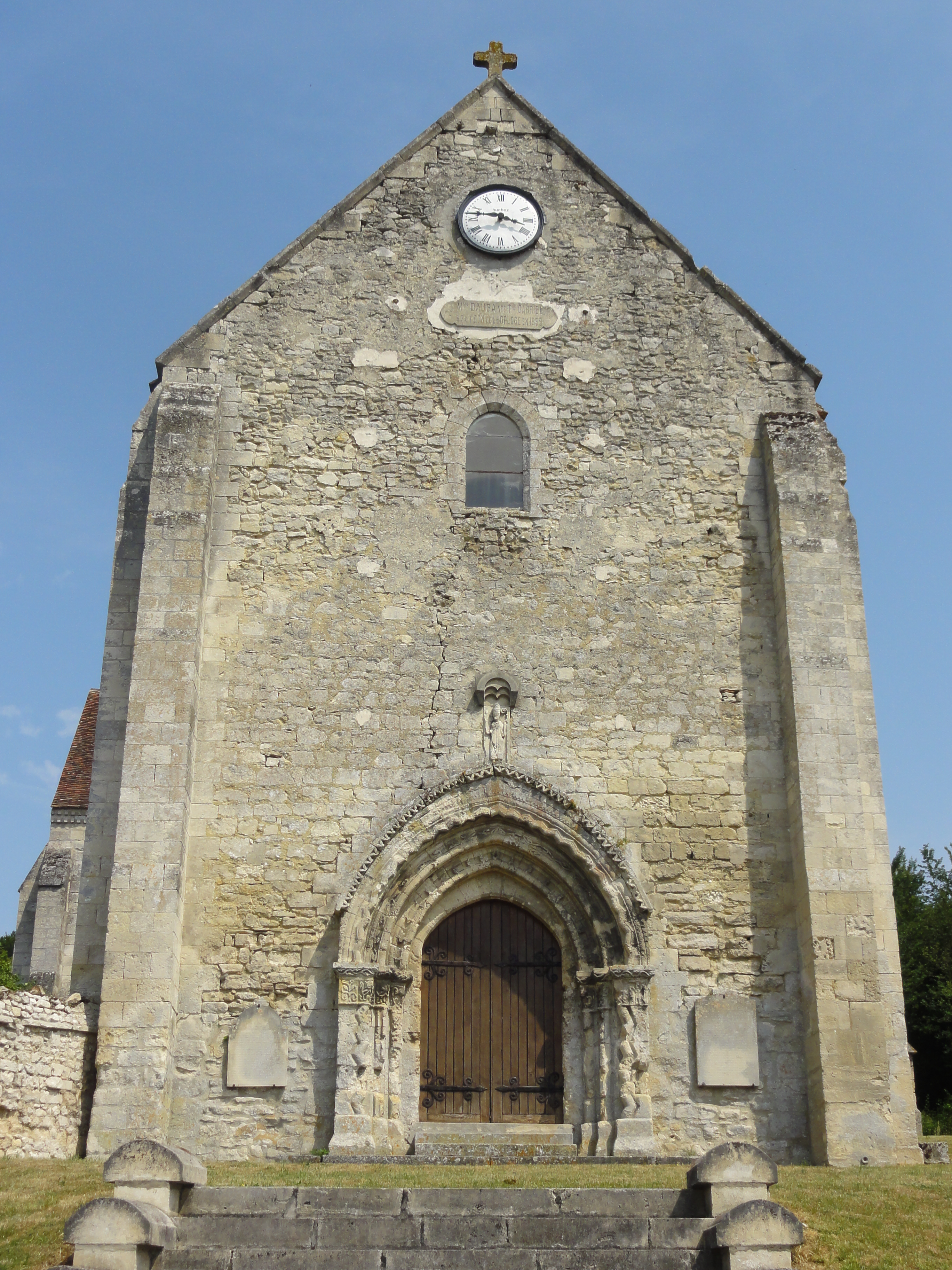
Façade occidentale.

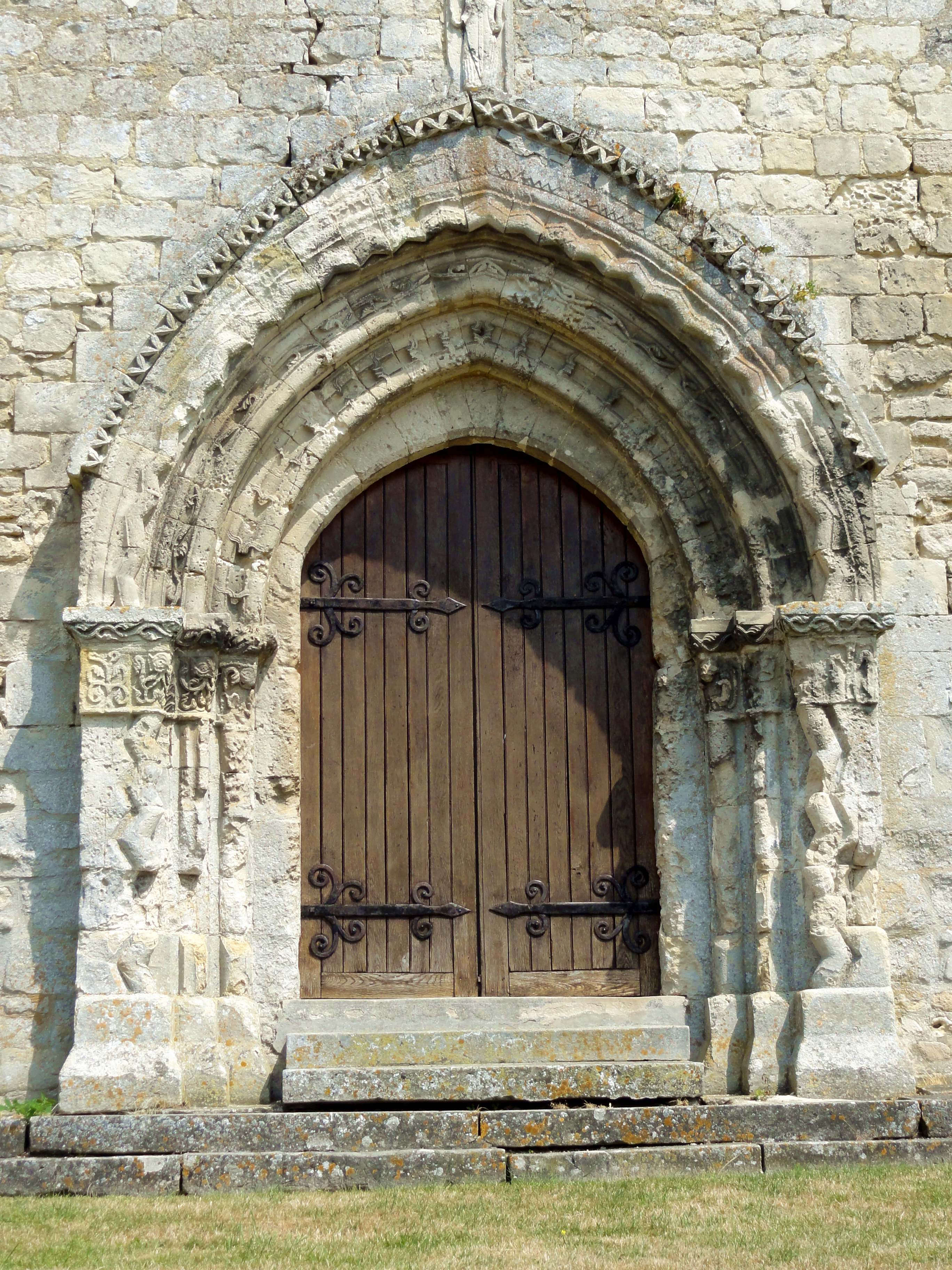
Portail occidental.

La façade occidentale est bâtie en pierre de moyen appareil, sauf les parties hautes et le pignon, qui sont en moellons. Chacun des angles est épaulé par deux contreforts orthogonaux à ressauts, faiblement saillants. Ils s'amortissent par un court glacis et se retraitent quatre fois grâce à des fruits, dont les deux derniers sont très rapprochés. Les contreforts sont en pierre de taille, et des collages ont été réalisés dans le mur de la nef, avec des pierres des mêmes dimensions, ce qui donne à penser que les contreforts représentent des rajouts postérieurs. Ils pourraient être contemporains du portail. Le sommet du pignon est sommé d'une croix en antéfixe. En dessous, les quatre dernières assises sont exceptionnellement en pierre de taille, et immédiatement en dessous, se profile une sculpture fortement abîmée, sans doute une tête grimaçante. Un peu plus bas, se situe le cadran de l'horloge mécanique. La plaque commémorative scellée dans le mur renseigne sur son histoire : « Mme Dauga née Th. Gabriel a fait don de cet horloge en 1899 ». L'horloge fonctionne toujours, et il suffit de la remonter une fois par semaine. Immédiatement en dessous du pignon, le mur occidental de la nef est percé d'une petite fenêtre en arc brisé, sans décoration. Une sculpture grossière en haut-relief surmonte le portail. Il représente un évêque coiffé d'une mitre, avec un visage très allongé, tenant une crosse épiscopale dans la main gauche et levant la main droite pour bénir. Tenant compte du vocable de l'église, il doit s'agir de saint Lucien, mais il n'y a aucun attribut permettant une identification certaine. Afin d'abriter la sculpture des eaux de ruissellement, l'on a créé un dais évoquant un segment de corniche beauvaisine, qui est en béton et ne figure pas sur les relevés de Woillez.
L'élément le plus remarquable de la façade est sans conteste le portail avec sa triple archivolte richement décorée. Il fait légèrement saillie devant la surface murale, mais est principalement compris dans l'épaisseur du mur, et l'on ne voit aucune trace d'un gâble. La porte est en arc brisé surbaissé, mais il faut noter que sa forme actuelle date seulement du moment de la suppression du tympan, rendu nécessaire par l'exhaussement du sol de la nef, dont témoignent les trois marches d'escalier comprises entre les bases des colonnettes du portail. Les trois voussures de l'archivolte sont en arc brisé. Elles sont surmontées d'un cordon de fleurs de violettes exhaussées, motif très répandue dans la région. La voussure supérieure comporte, du bas vers le haut, un rang de bâtons brisés ; un tore faiblement saillant ; et un rang de dents de scie à faible relief. Les deux voussures inférieures comportent un tore, une gorge et une baguette. Sur la voussure moyenne, la gorge présente des tiges ornées de feuilles. La voussure inférieure arbore « de distance à distance, un ornement délicatement sculpté », qu'Eugène Woillez n'a su identifier. Les tailloirs, dont deux ont été partiellement refaits, sont sculptés de rinceaux. Des rinceaux ou langues de feu, crachés par des têtes de monstres, sont aussi le motif principal des chapiteaux, dont la sculpture est qualifiée de très fruste par Eugène Woillez. De part et d'autre des chapiteaux de gauche et de droite, des bas-reliefs montrent des rinceaux et un Christ en croix entre la Vierge et saint Jean. Les fûts des colonnettes sont de trois types différents. À côté des piédroits du portail, ce sont des fûts ordinaires. Au milieu, ils sont cannelés, et à l'extérieur, il n'y a pas de fûts à proprement parler, mais des bâtons brisés, en continuité avec le motif de la voussure supérieure,. Dans les environs, les portails à bâtons brisés ne sont pas rares : l'on peut citer Bury, Catenoy, Saint-Vaast, Nointel, Pontpoint (ancien portail latéral nord) et Rully, ainsi que de nombreux exemples dans le Vexin français, puisque le motif est d'origine normande.
Les élévations latérales de la nef gardent les traces des anciennes ouvertures déjà mentionnées. Elles sont au nombre de quatre au sud, et au nombre de cinq au nord. La première au sud est faiblement ébrasée, et compte six claveaux irréguliers. Les trois autres au sud ne sont pas ébrasées, imperceptiblement plus grandes, et comptent huit ou neuf claveaux, séparés par des joints plus larges. Il y a également la grande fenêtre au sud de la travée refaite au XVIe siècle. Le petit portail méridional est en plein cintre, et sans décoration. Il ne devrait pas dater d'origine, car une porte de facture plus archaïque existe au nord, près du transept : son linteau est formé par trois pierres, dont celle du milieu en bâtière, et surmonté d'un arc de décharge en plein cintre. Au milieu du mur septentrional, il y a aussi la porte gothique depuis longtemps bouchée, que mentionne Eugène Woillez. Ces deux portes ne sont pas visibles depuis le domaine public, car le mur septentrional donne sur un jardin prive. Les deux contreforts au sud ont été refaits lors d'une restauration. Ils s'amortissent par un glacis formant larmier, et ne se retraitent qu'une seule fois, près du sol. Les deux contreforts au nord auraient été refaits au XVIe siècle, d'après Woillez.

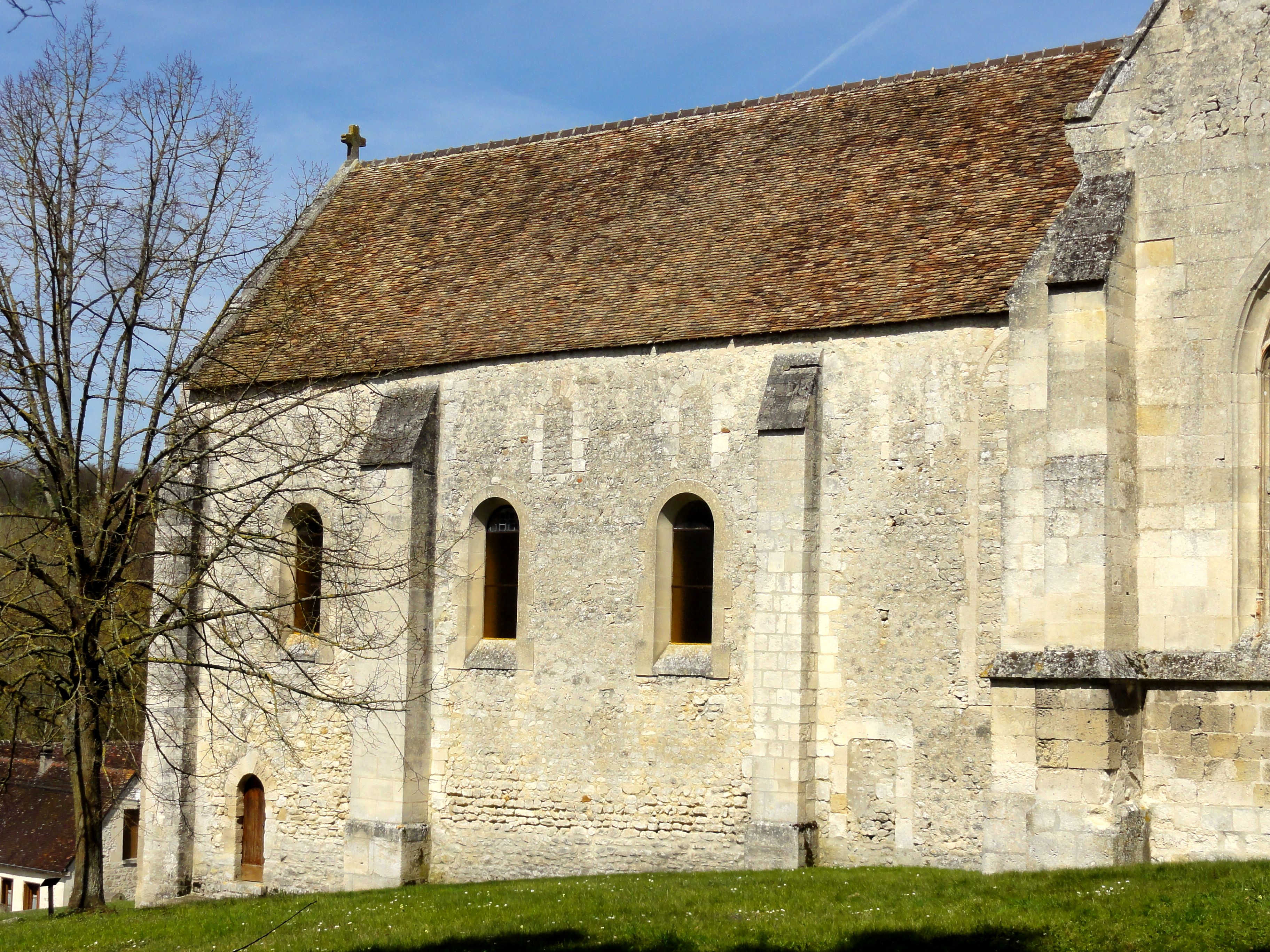
Nef, vue depuis le sud-est.
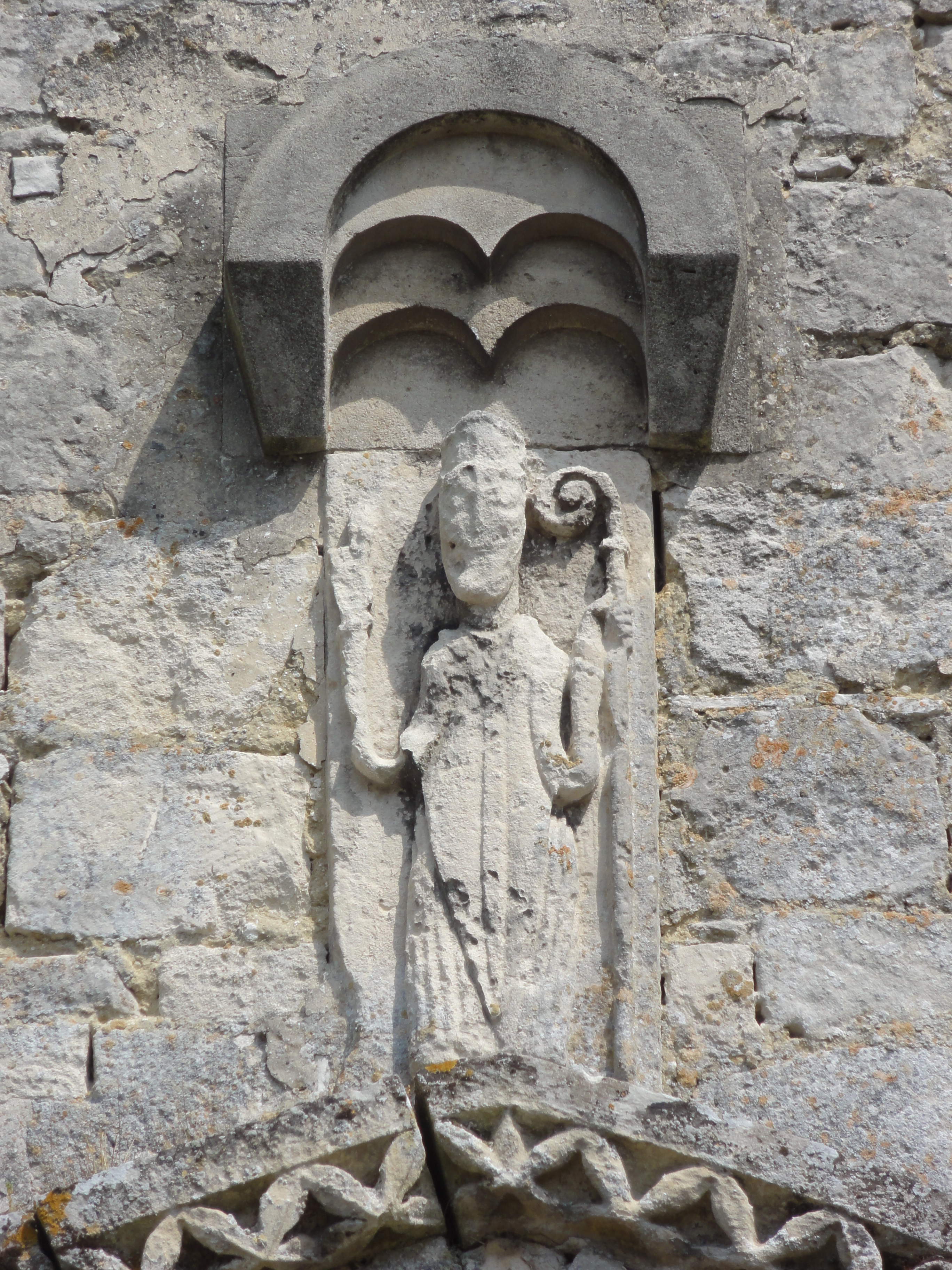
Statue de saint Lucien.
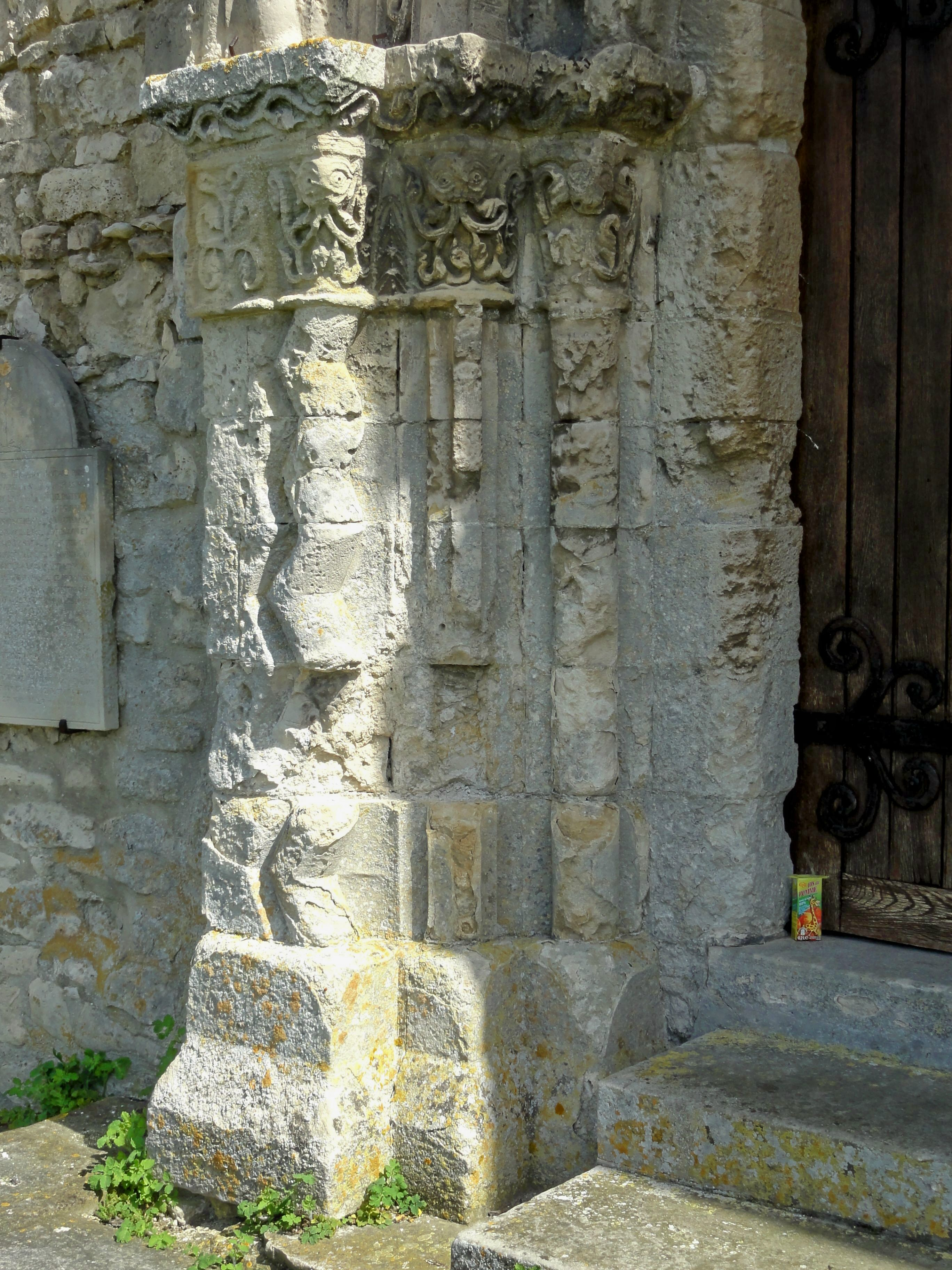
Colonnettes du portail.
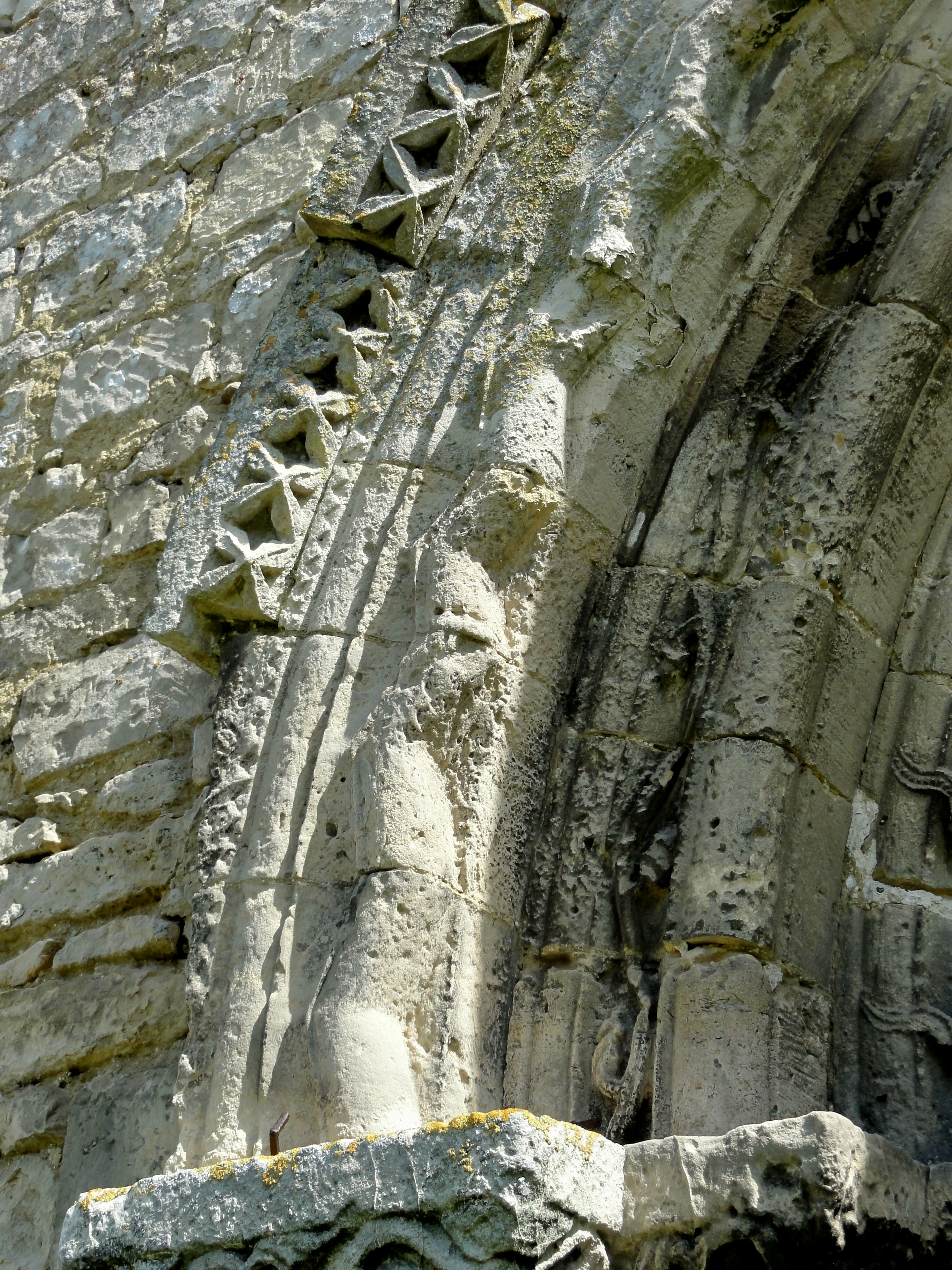
Archivolte du portail.
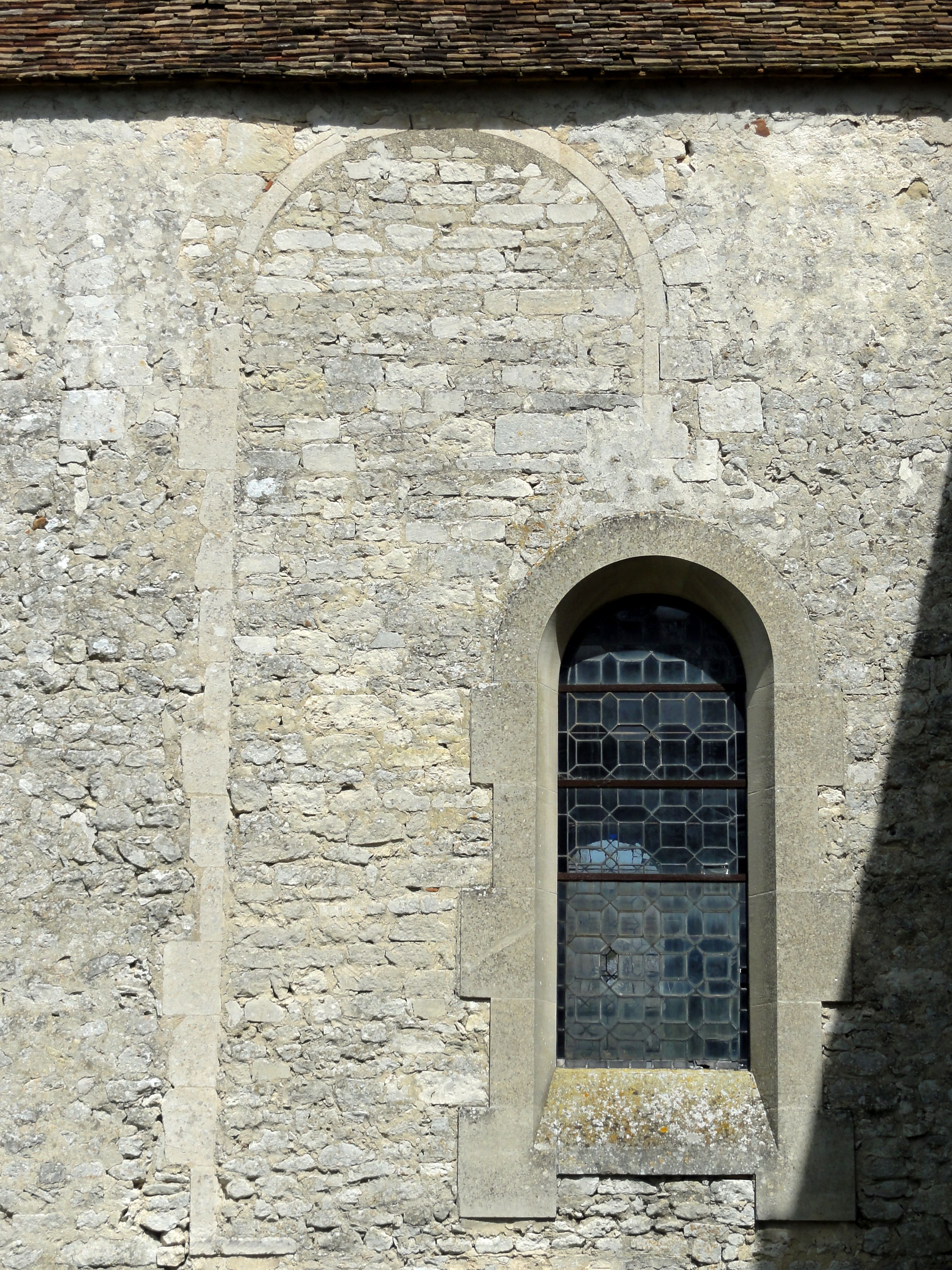
Baie bouchée du XVIe siècle.
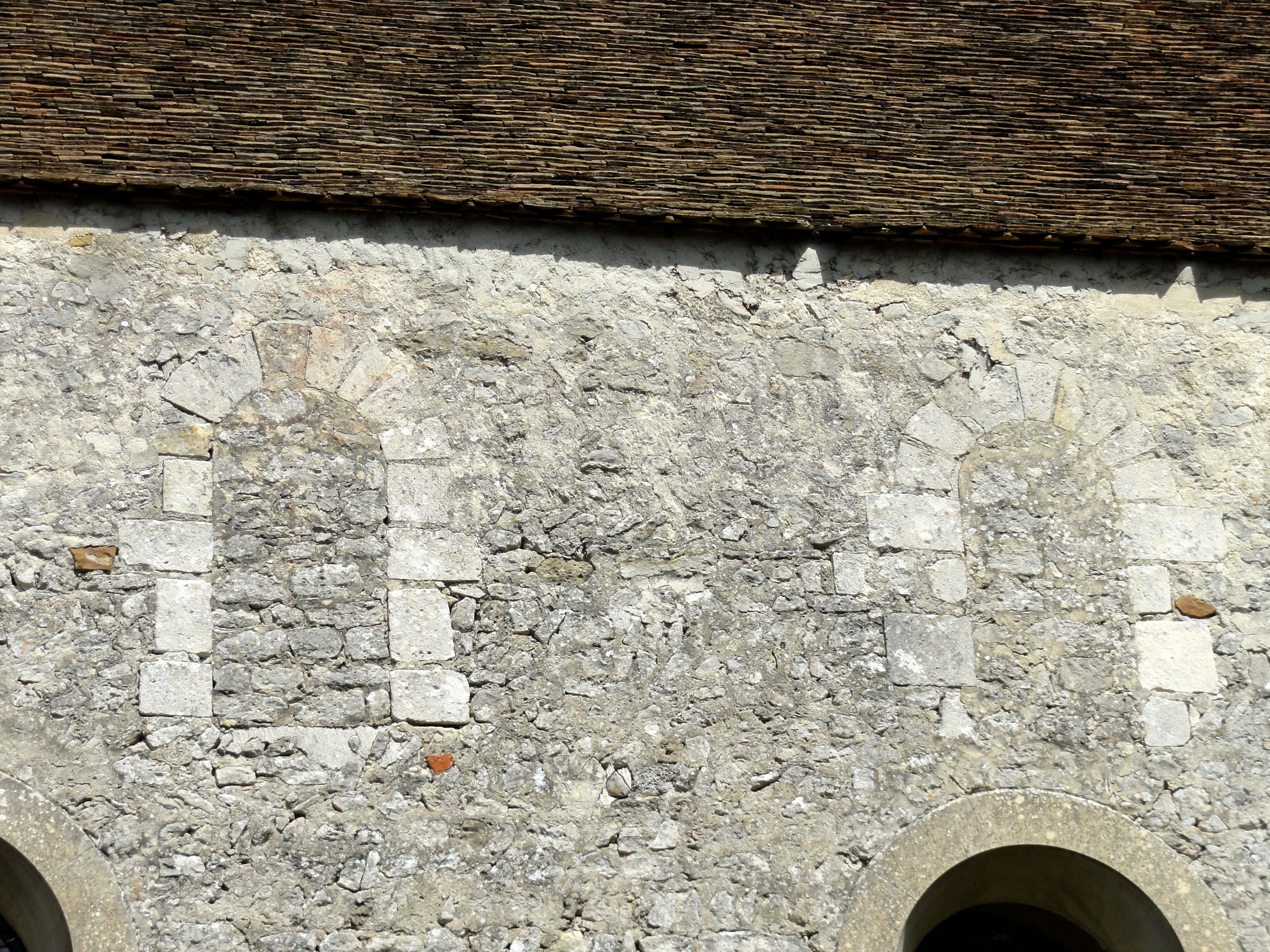
Fenêtres romanes bouchées.

### Transept et chœur

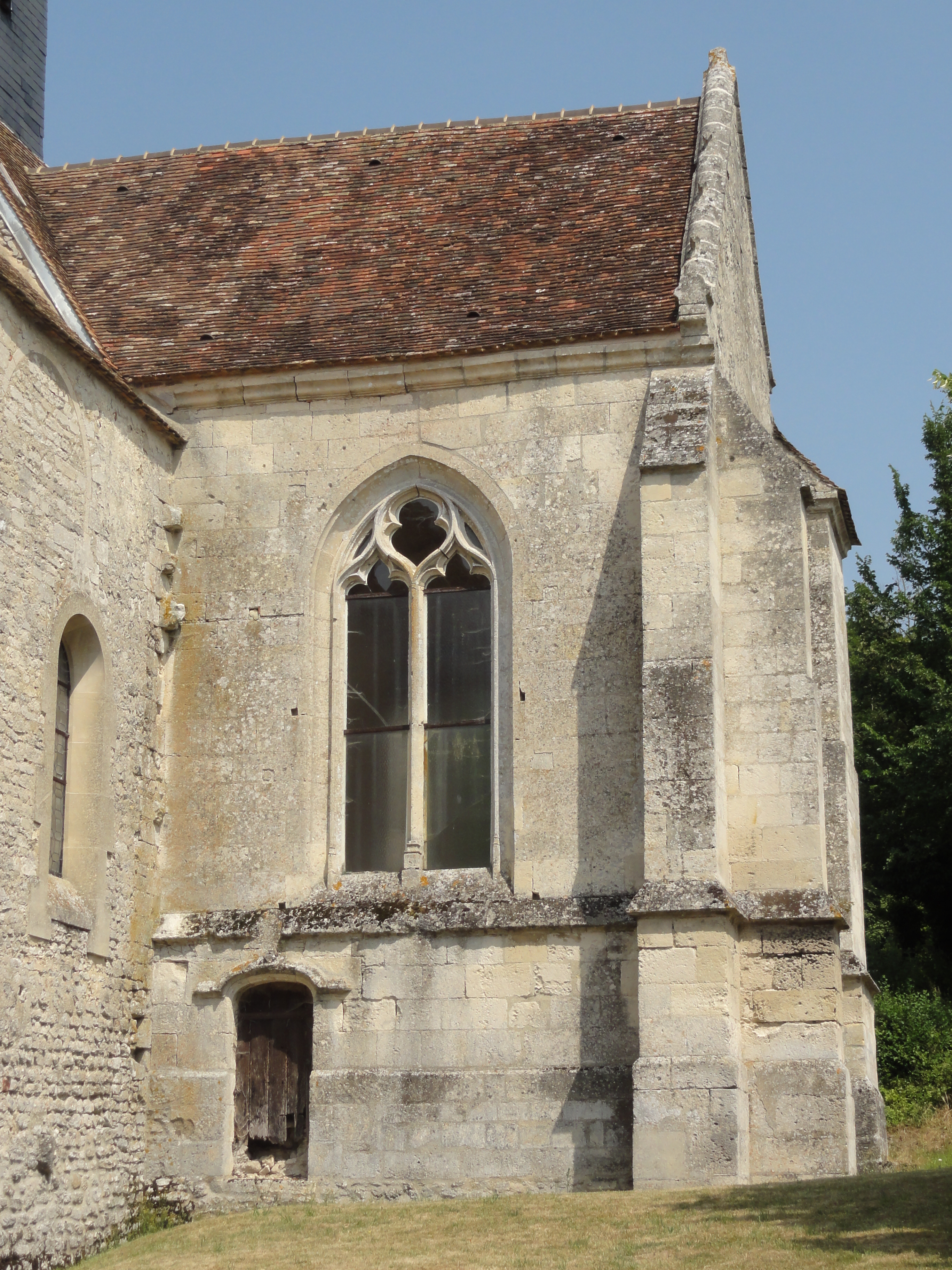
Croisillon sud, côté ouest.

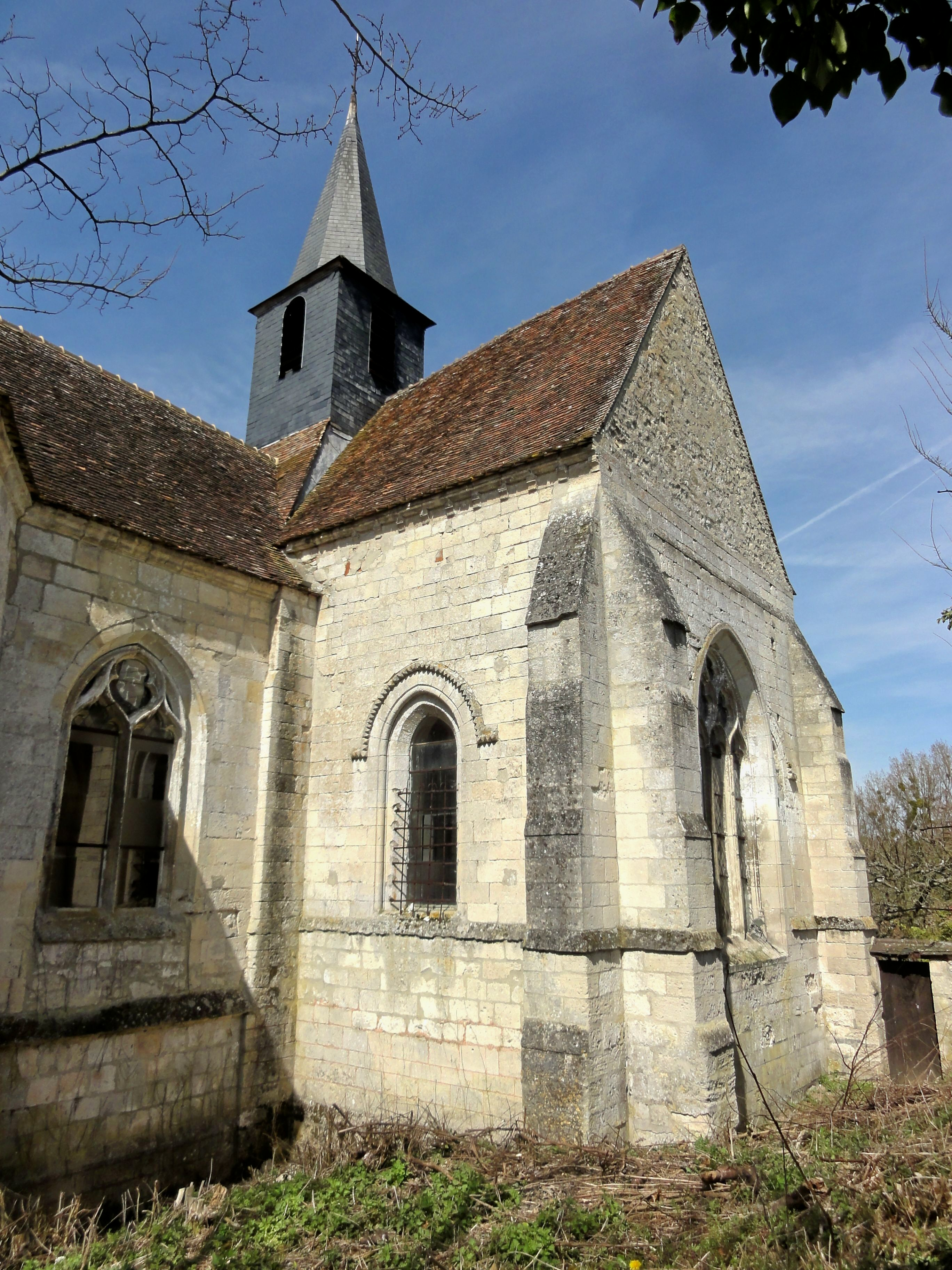
Chœur, côté sud-est.

En l'absence de publications sérieuses, la description du transept et du chœur doit rester succincte. Comme déjà indiqué, les murs gouttereaux du chœur et le croisillon nord possèdent des contreforts à ressauts, qui sont un peu différents sur chacune de ces deux travées. Ils se retraitent quatre fois par un larmier, et s'achèvent par un glacis formant larmier. Le deuxième larmier court tout autour au niveau de la limite des allèges. La corniche des deux parties se distingue nettement : sur l'abside, la tablette repose sur des modillons échancrés et moulurés d'une fine baguette, et sur le croisillon nord, l'on trouve deux rangs de billettes disposées en damier. Les fenêtres d'origine, caractéristiques du style gothique primitif, subsistent au nord et au sud de l'abside, et tout autour du croisillon nord. Elles sont en arc brisé et à lancette unique, sans remplage, entourées d'un tore et surmontées d'un cordon de têtes de clous. Le chevet plat comportait primitivement un triplet de fenêtres décorées pareillement. Les tores subsistent, mais les têtes de clous ont été arasées, sauf tout à droite. Le chevet plat est courant à la première période romane, avant que les absides voûtées en cul-de-four ne s'imposent à la fin du XIe siècle. À la fin de la période romane, le chevet plat fait son retour avec la diffusion du voûtement d'ogives, qui s'accélère au second quart du XIIe siècle. Avant le milieu du siècle, les églises d'Avrechy, Francastel, Saint-Rieul de Louvres, Noël-Saint-Martin (commune de Villeneuve-sur-Verberie) et Rocquemont sont pourvues de chœurs au chevet plat voûtés d'ogives, et éclairés par un triplet. Pour la seconde moitié du siècle, on peut citer Cauffry et Précy-sur-Oise, par exemple.
Quant à la fenêtre flamboyante du chevet, elle est pourvue d'un remplage flamboyant de trois lancettes à têtes trilobées, surmontées de deux soufflets, puis d'un troisième soufflet, plus petit, au sommet. Les soufflets sont flanqués de deux mouchettes de chaque côté. Les meneaux affectent une modénature aigüe, et possèdent des bases gothiques. Les deux fenêtres latérales du croisillon sud sont du même style, mais plus étroites, et ne comptent donc que deux lancettes, qui sont surmontées d'un soufflet entre deux mouchettes. La fenêtre plus tardive au sud du transept affiche un remplage simplifié, composé de trois arcatures en cintre surbaissé, surmontées d'une quatrième arcature plus basse au centre, qui est flanquée de deux demi-accolades. Le remplage annonce la Renaissance, mais la baie elle-même est en arc brisé, comme à la période gothique. Un larmier court à la limite des allèges. En dessous de ce larmier, le mur occidental est muni d'une porte en anse de panier. Les contreforts, qui s'amortissent par un glacis formant larmier à l'instar de leurs homologues des alentours de 1200, ne sont scandés que par cet unique larmier. La corniche présente seulement des moulures. Si Janny Noblécourt suppose que le croisillon sud aurait été ajouté au XVIe siècle, en s'appuyant sur son style correspondant à cette époque et sur un dessin d'Eugène Woillez ne le présentant pas, il oublie que les transepts ne se sont pas construits avec un seul bras, et que Woillez ne dessinait généralement que les parties romanes des églises, comme il le précise dans la préface de son ouvrage. Il s'agit donc d'une reconstruction, et dans l'angle entre nef et croisillon sud, l'on voit encore l'arrachement du mur de l'ancien croisillon sud.

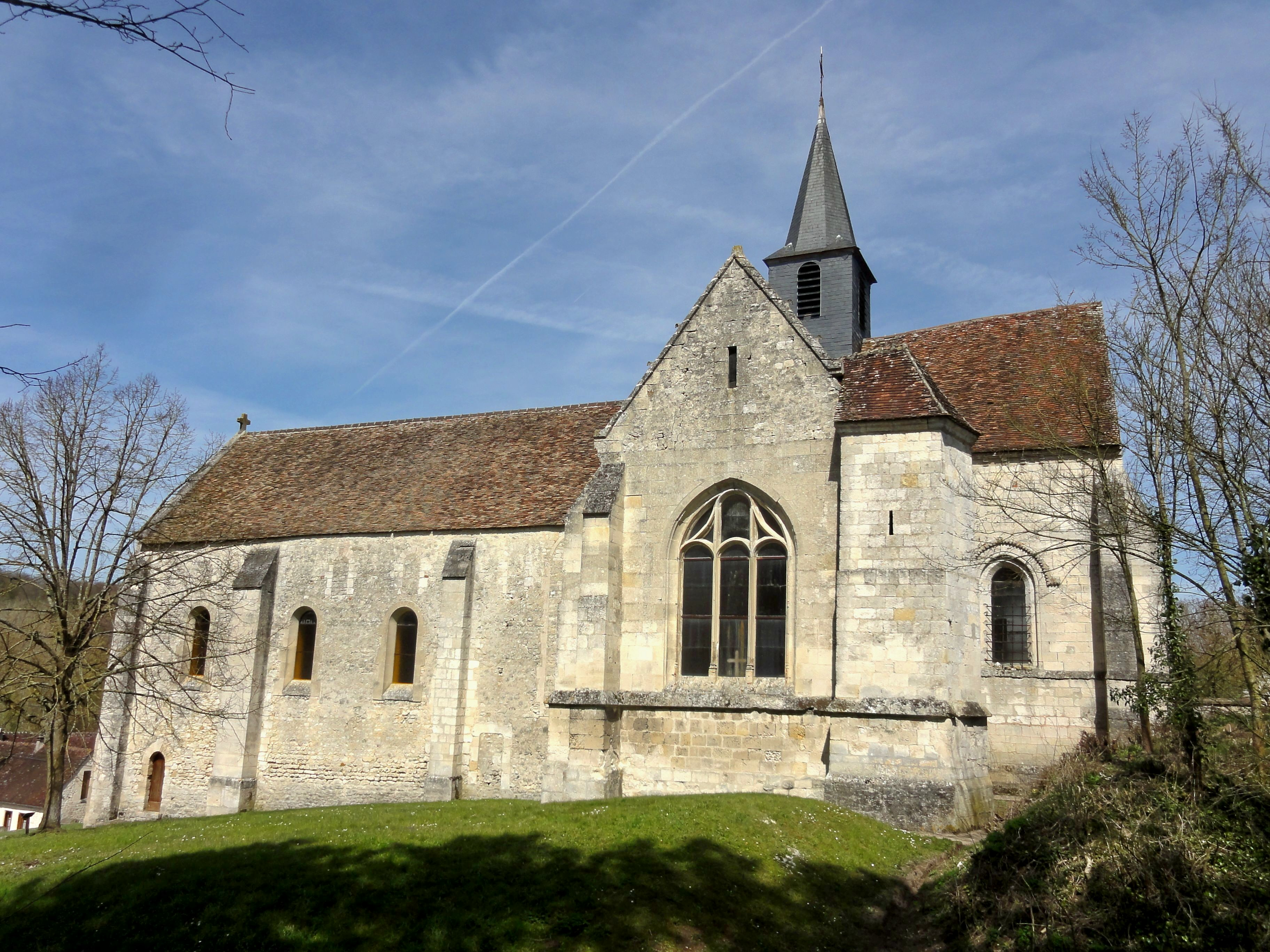
Vue générale depuis le sud.
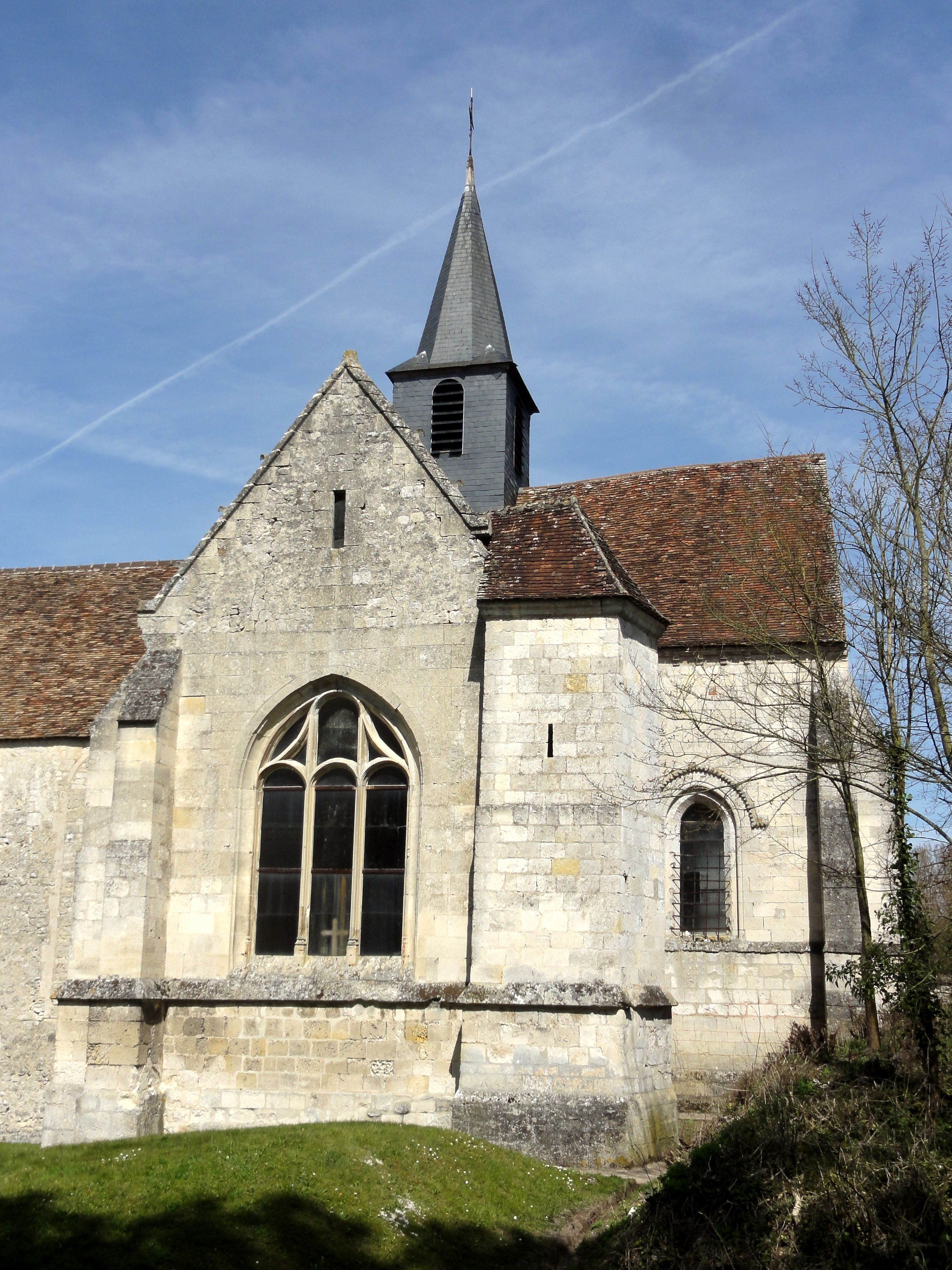
Parties orientales de l'église.
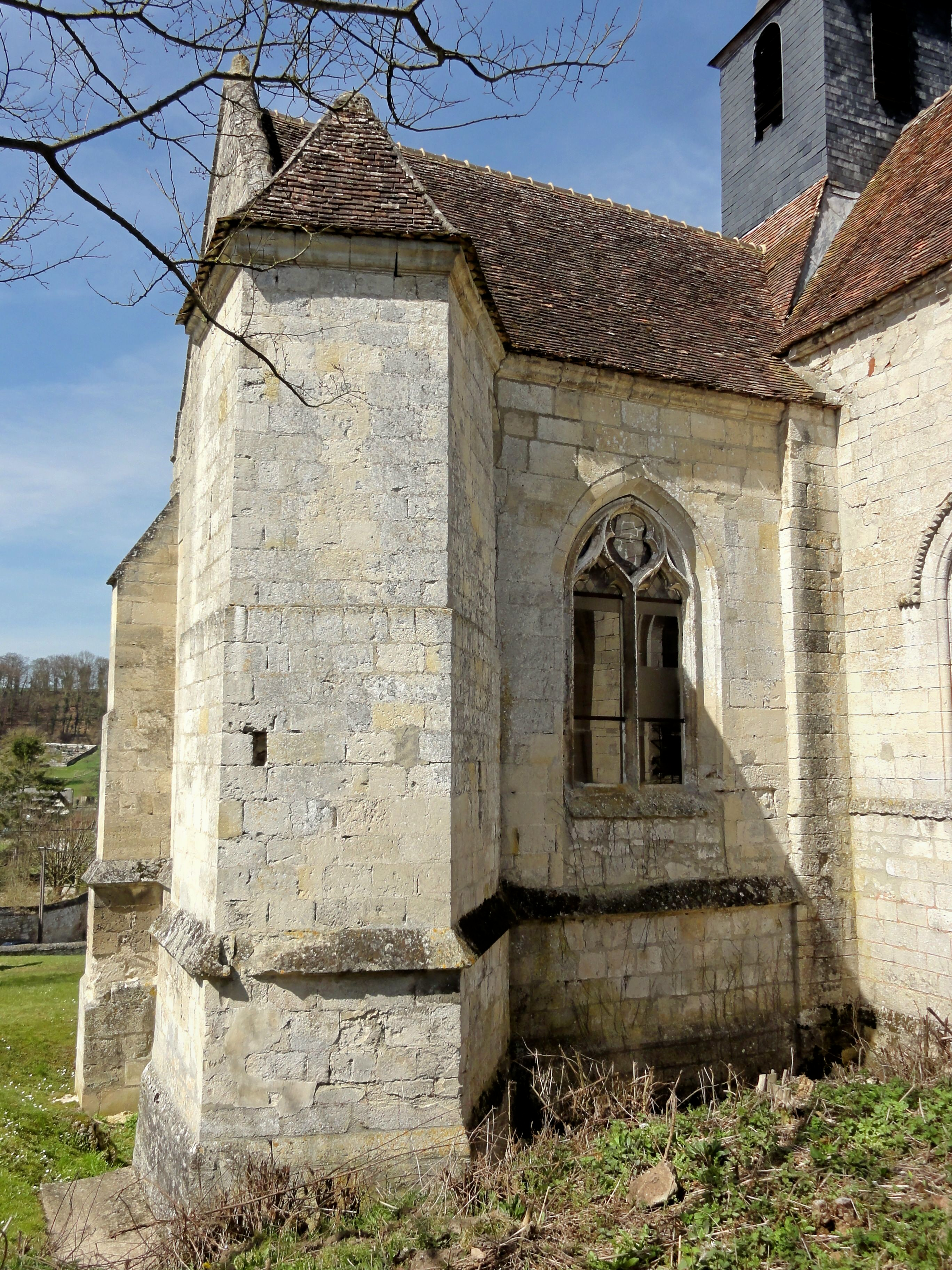
Croisillon sud, côté est.
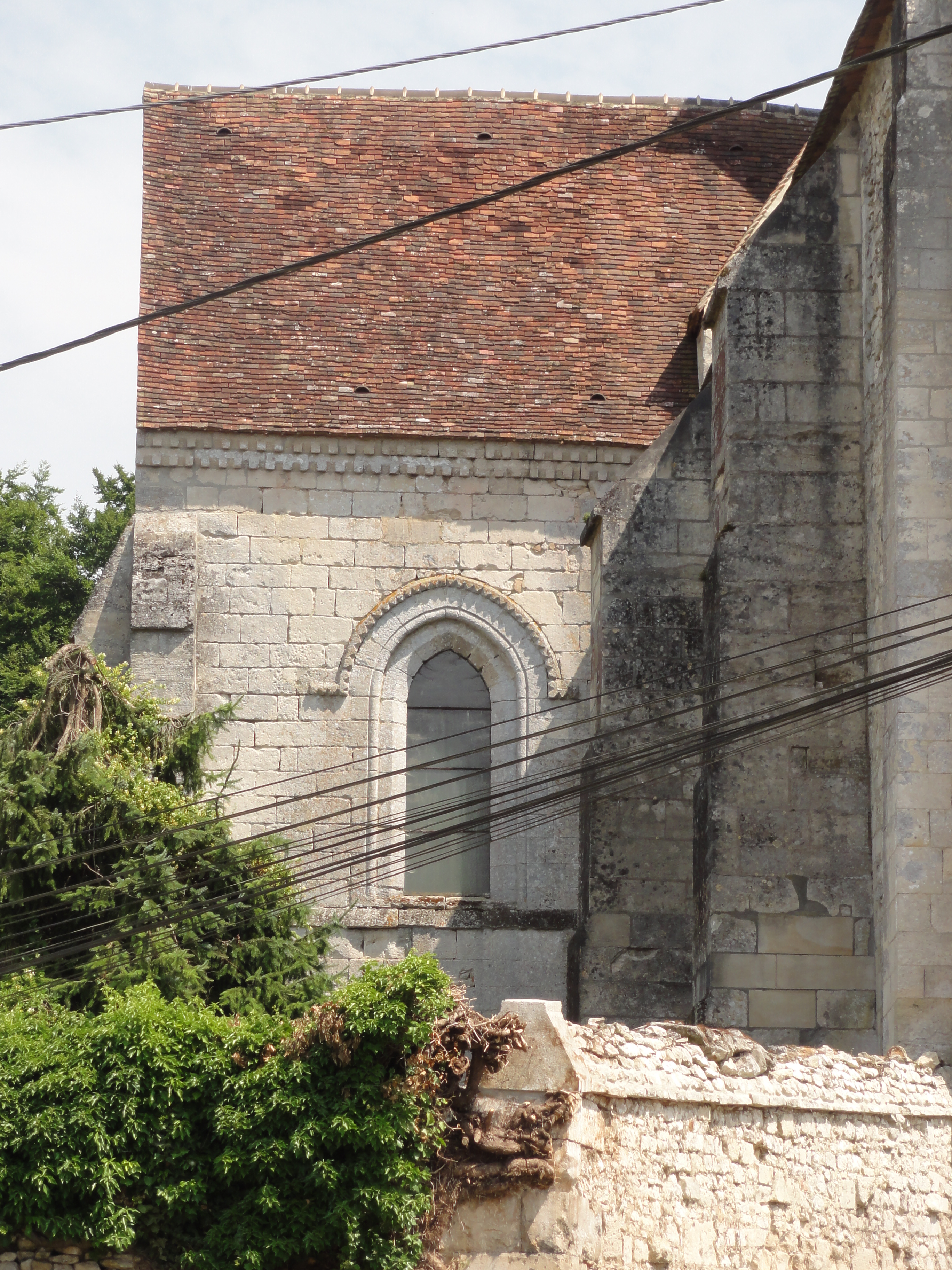
Croisillon nord, côté ouest.
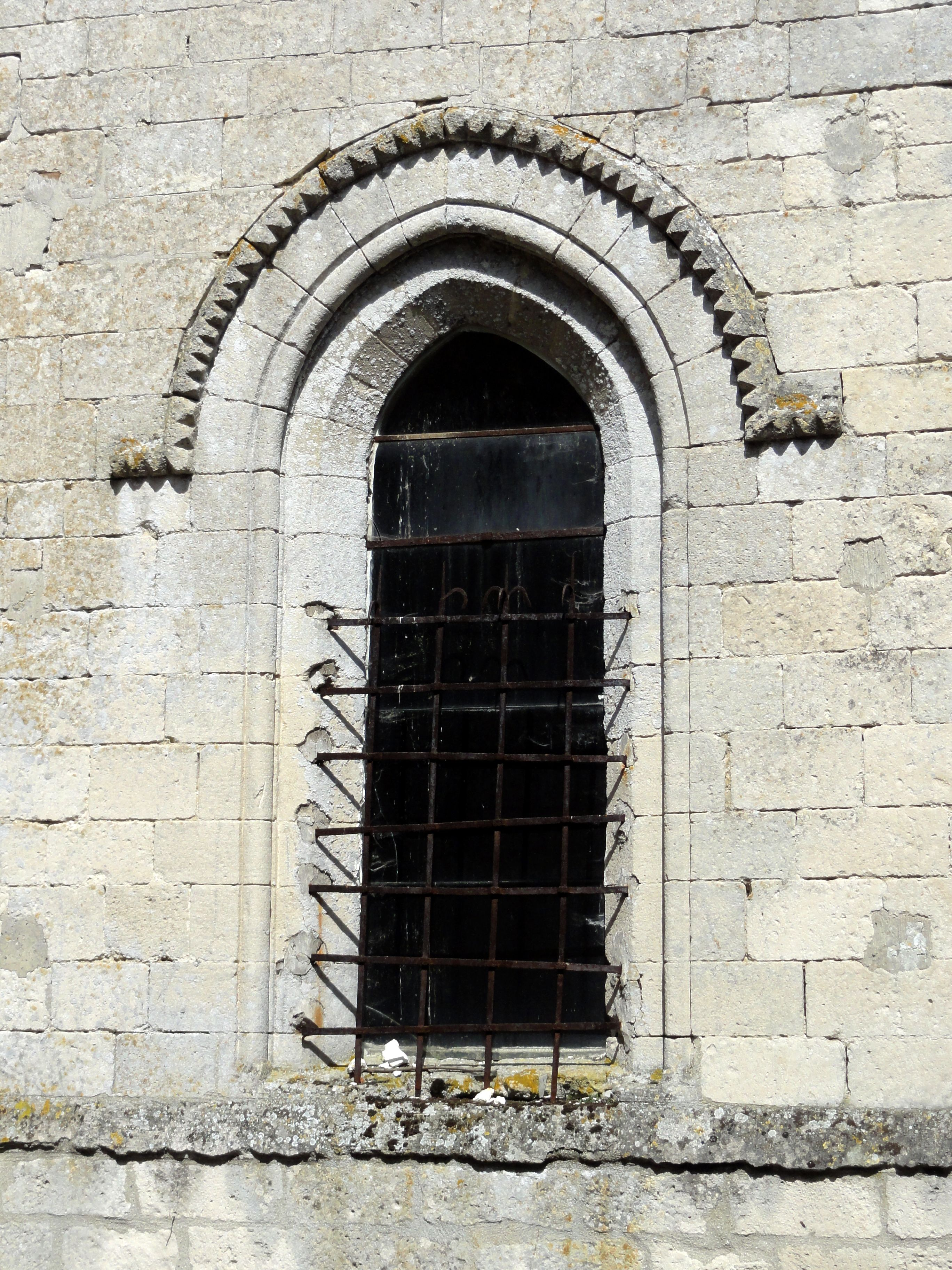
Fenêtre gothique primitive.
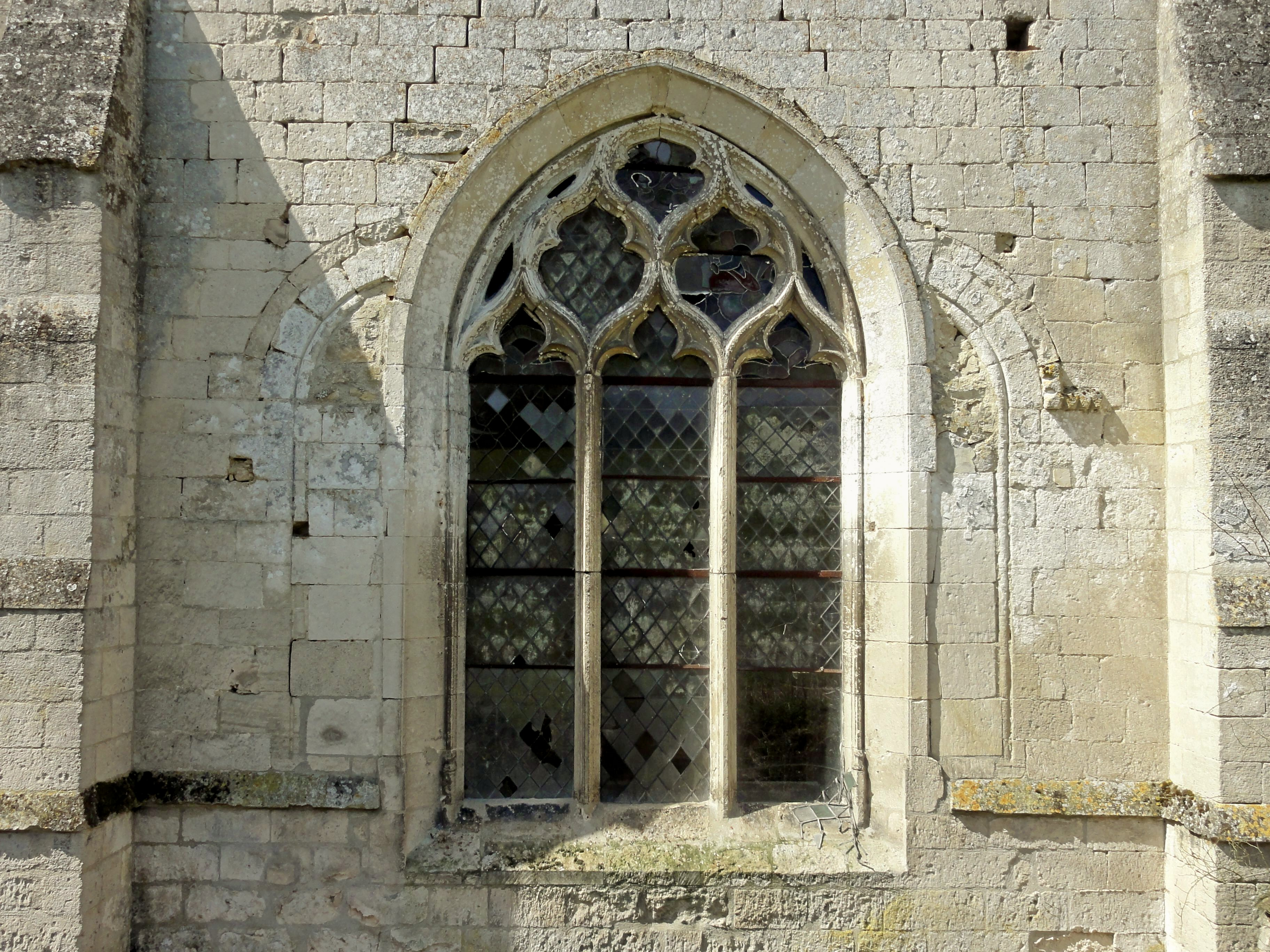
Fenêtre flamboyante du chevet.

### Intérieur

#### Nef

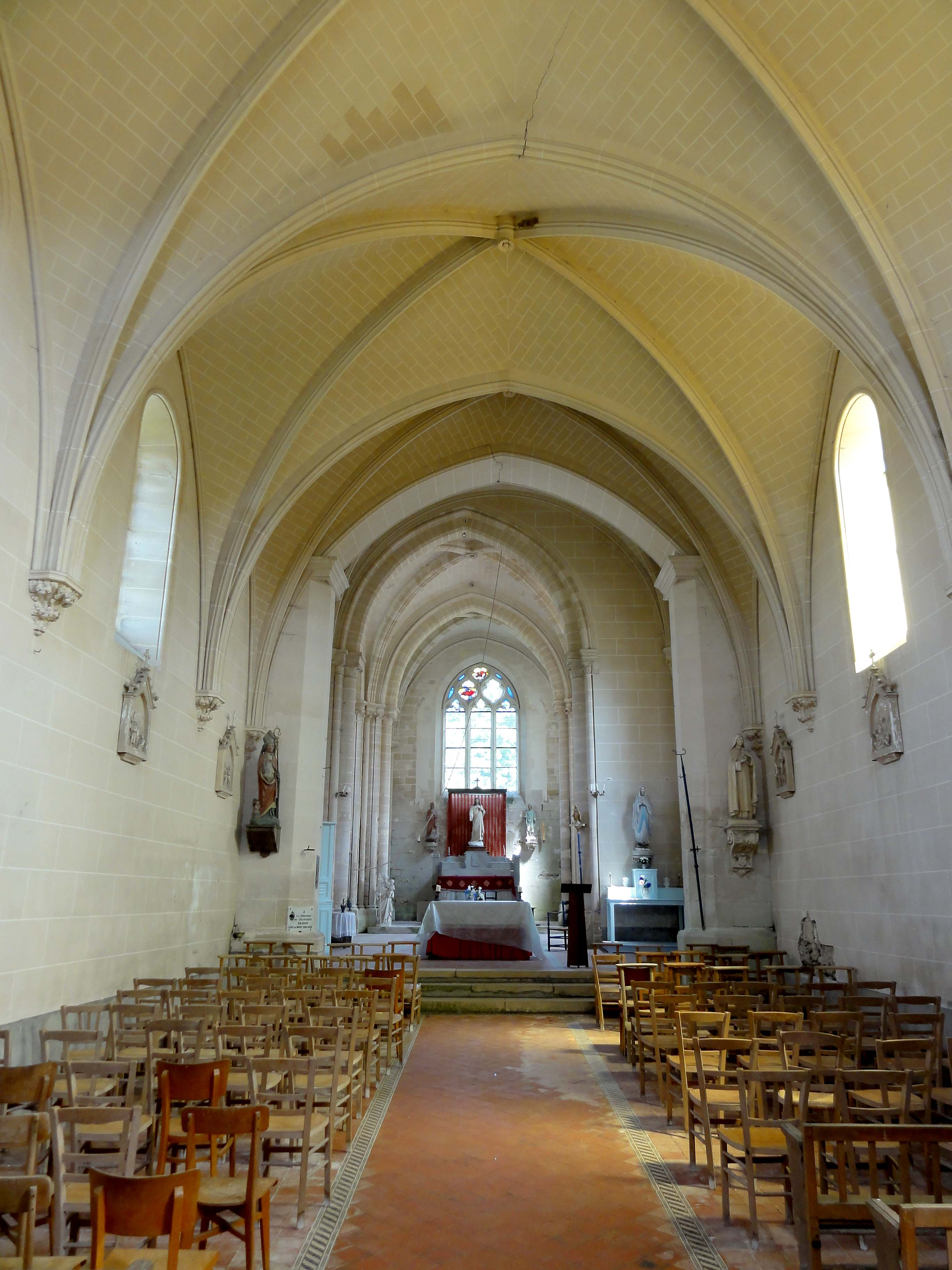
Nef, vue vers l'est.

L'intérieur de la nef n'appelle aucune remarque particulière, si ce n'est le large arc-doubleau qui sépare la partie ancienne de la nef de la dernière travée, reprise au XVIe siècle. Il est revêtu de stuc, et tient sa forme actuelle de la restauration au dernier quart du XIXe siècle. Comme déjà signalé, le sol monte successivement à l'approche du transept, et l'axe de la nef est incliné de 7° par rapport à l'axe du transept et de l'abside. En plus, le transept et l'abside sont désaxés par rapport à la nef, et moins larges : l'arc triomphal faisant communiquer ces deux parties jouxte le mur gouttereau nord, tandis qu'un pan de mur assez large le sépare du mur gouttereau sud. Pas la moindre trace d'ornementation n'est relevée à l'intérieur de la nef, à l'exception des vestiges de peintures murales à l'ocre rouge, visibles depuis les combles, autour des baies romanes bouchées. Les voûtes néogothiques n'imitent aucune période stylistique concrète. Elles sont fortement bombées, comme les premières voûtes d'ogives apparues au premier quart du XIIe siècle. Les culs-de-lampe et clés de voûte évoquent le XIIIe siècle, tandis que les profils des ogives et doubleaux se rapprochent des modèles de la période flamboyante. Les voûtes et les murs sont enduits, et peints en faux-appareil. Les tommettes en terre cuite qui pavent le sol datent de la même époque que les voûtes. Le linteau du portail occidental est renforcé par une poutre de fer, redevenue apparente depuis que l'épaisse couche d'enduit commence à s'effriter. Ainsi, plus rien ne rappelle la nature romane de la nef.

#### Transept et chœur

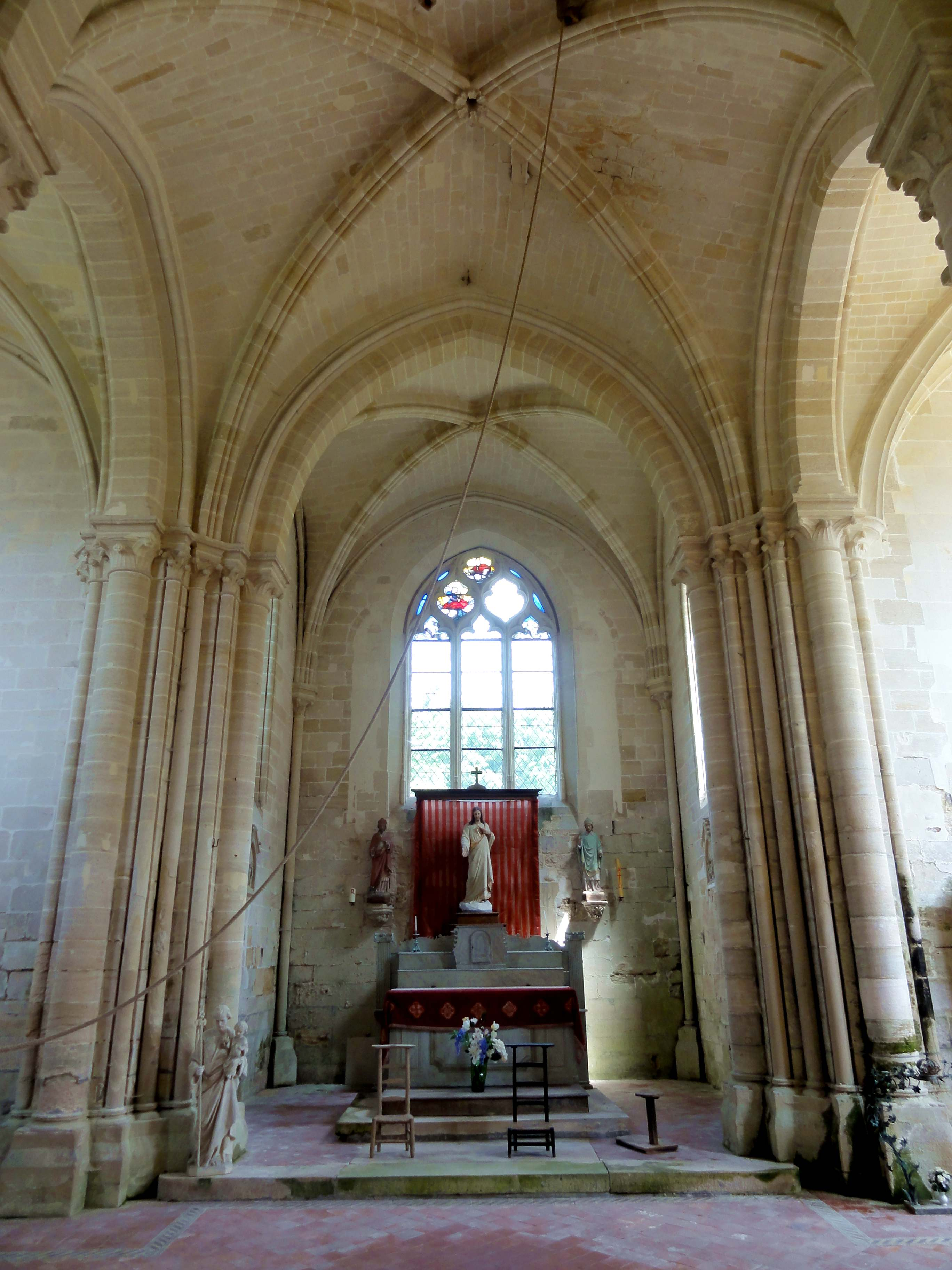
Croisée, vue vers l'est.

La croisée du transept est délimitée, de chaque côté, par un doubleau en arc brisé à deux rangs de claveaux. Le rang de claveaux inférieur n'est pas mouluré, mais seulement chanfreiné, et retombe sur les tailloirs carrés de chapiteaux sculptés de crochets, qui reposent sur des colonnettes d'assez fort diamètre, qui sont à moitié engagées dans des dosserets. Le rouleau inférieur est mouluré d'un tore, et retombe sur de fines colonnettes, dont les chapiteaux sont sculptés pareillement de crochets semblables, assez stéréotypés. Ces colonnettes sont logées dans des ressauts des quatre piliers de la croisée du transept, ainsi que les colonnettes analogues, placés de biais, qui supportent les ogives. Celles-ci sont au profil d'un filet entre deux tores. On retrouve des ogives du même profil dans le croisillon nord et dans l'abside. La clé de voûte du carré du transept est une couronne de feuillages d'une facture assez simple, percée d'un trou en son milieu. Dans le croisillon nord, la clé de voûte est similaire, ainsi que dans l'abside, où il n'y a pas de trou au milieu. Les bases se composent, du haut vers le bas, de deux boudins, d'une scotie, et d'un gros tore aplati flanqué de griffes végétales. Les hauts socles comportent un ressaut formé par des plans inclinés.
Pour venir au croisillon nord et à l'abside, qui sont conçus selon les mêmes principes, leurs voûtes sont munis de minces formerets toriques, qui se partagent les chapiteaux avec les ogives. Ainsi, il n'y a que deux colonnettes à chapiteaux près des gros fûts des doubleaux, et une colonnette à chapiteau unique dans les deux autres angles, en face. Les fenêtres d'origine sont entourées d'un tore, tout comme à l’extérieur. Elles sont faiblement ébrasées, mais s'ouvrent au-dessus d'un long glacis pentu. Au sud de l'abside, l'on voit une arcade bouchée, qui devrait correspondre à une piscine liturgique. L'homogénéité des trois travées des alentours de 1200 est parfaite, abstraction faite de la baie flamboyante du chevet. Quant au croisillon sud, il se caractérise notamment par les trois fenêtre et la clé de voûte déjà signalées, et sinon par ses ogives au profil prismatique aigu. Avec les formerets, elles se fondent directement dans des petits piliers ondulés dans les angles sud-est et sud-ouest, et sont reçus sur des culs-de-lampe seulement moulurés près du doubleau vers la croisée du transept. Ici, les colonnettes des ogives ont donc été supprimés, mais celles du rang de claveaux supérieur subsistent. La qualité d'exécution du croisillon sud est tout aussi remarquable que celle des travées de la première période gothique.

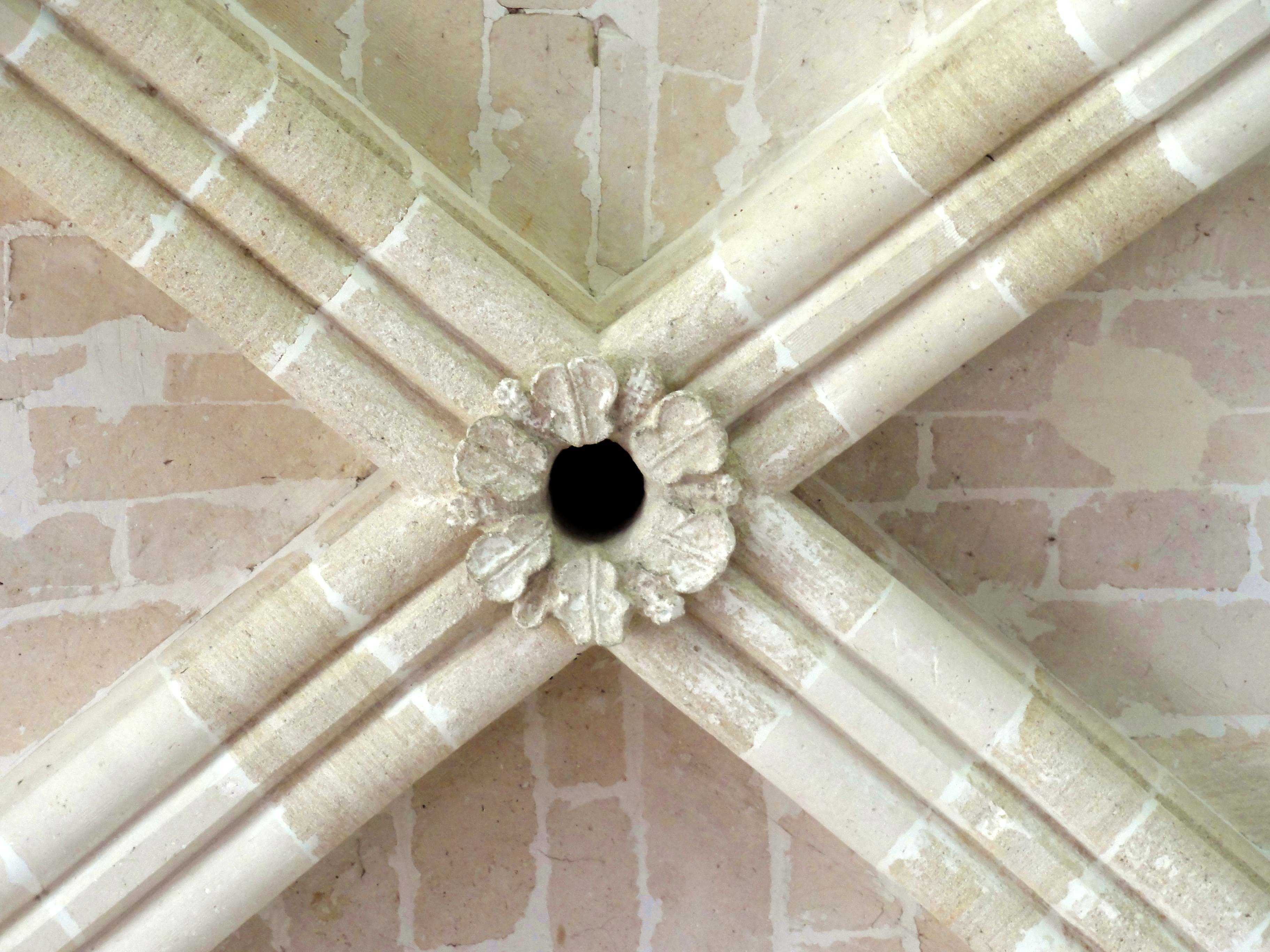
Croisée du transept, clé de voûte.
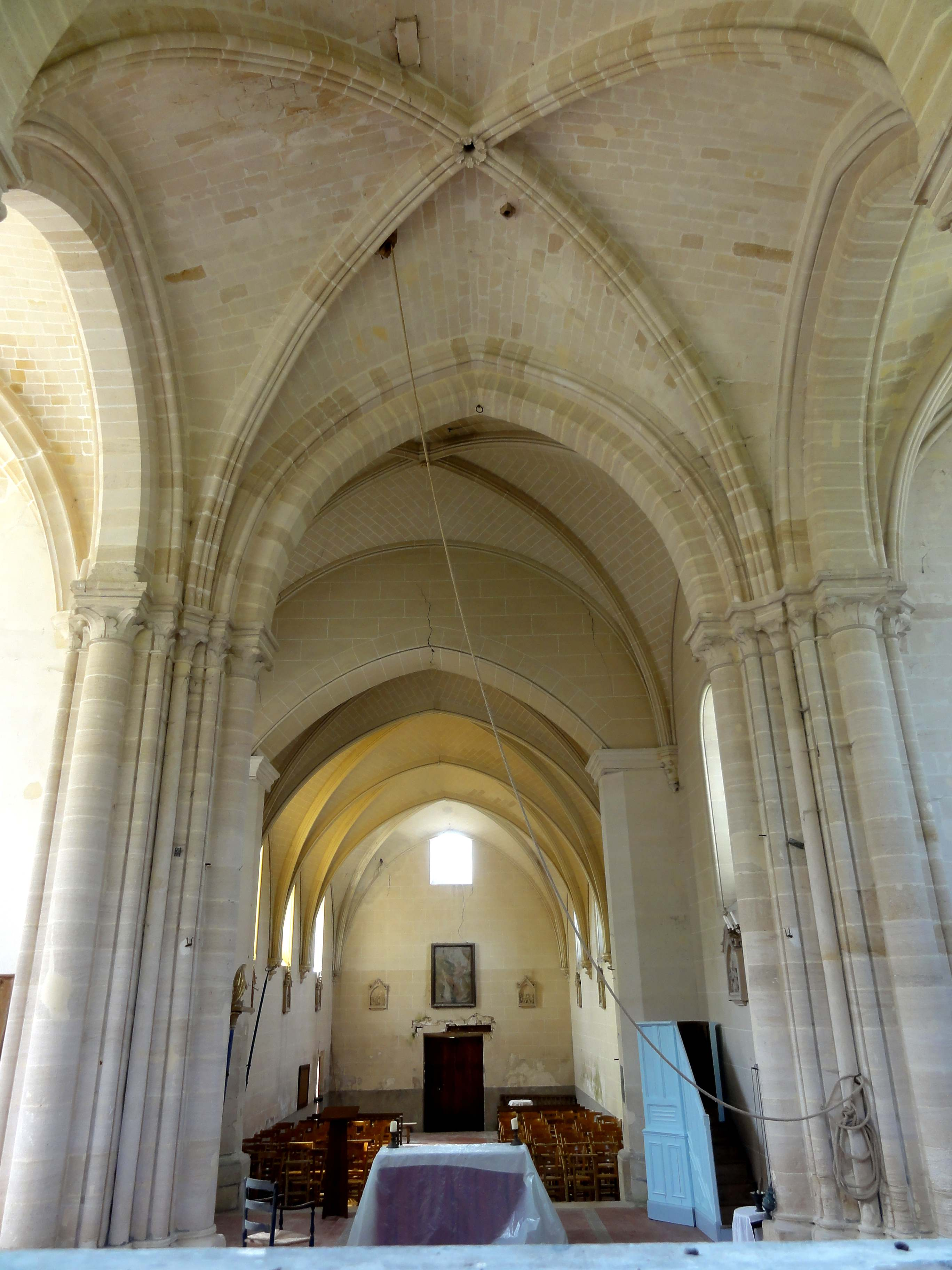
Croisée du transept, vue vers l'ouest.
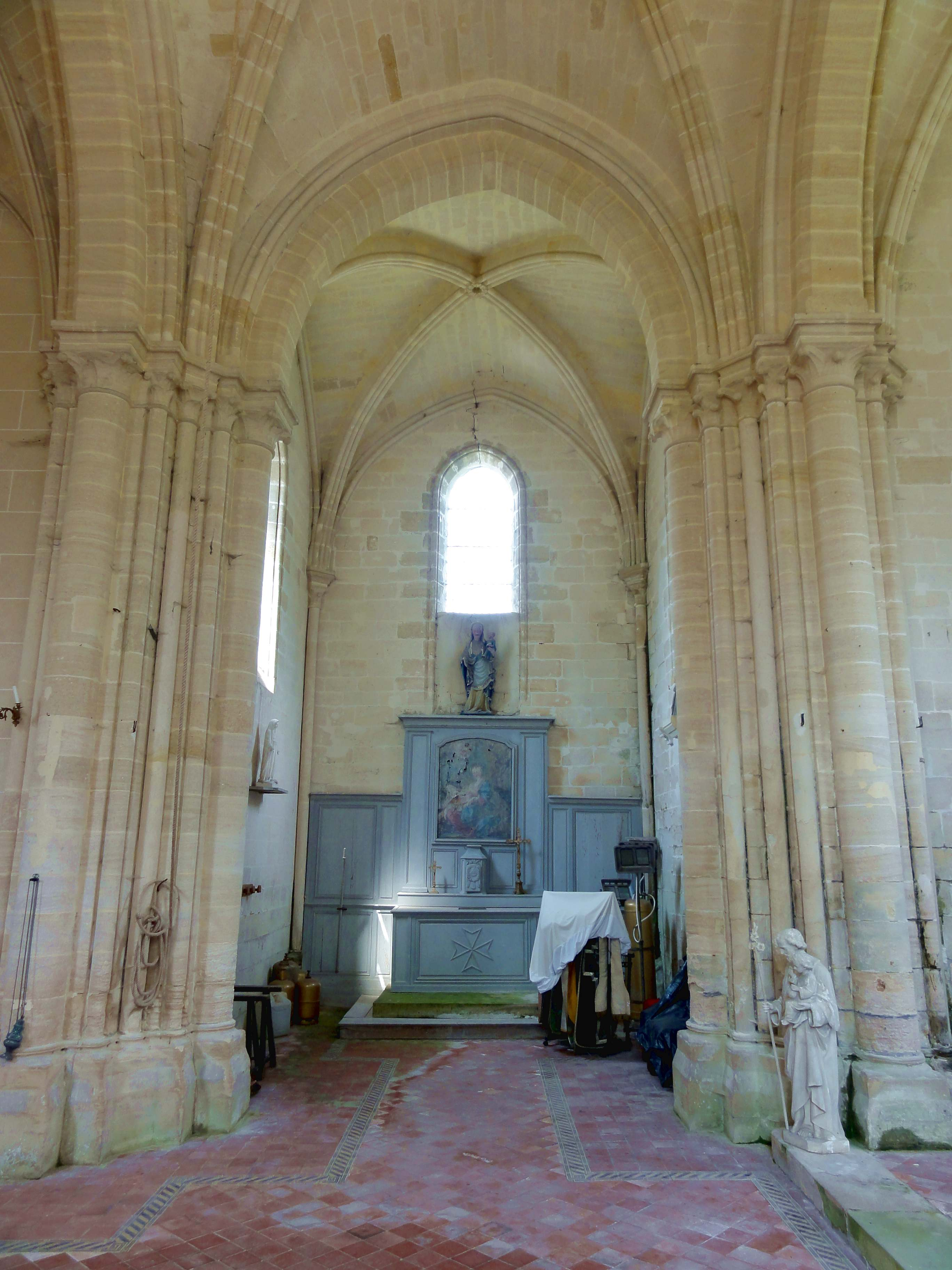
Croisée du transept, vue vers le nord.
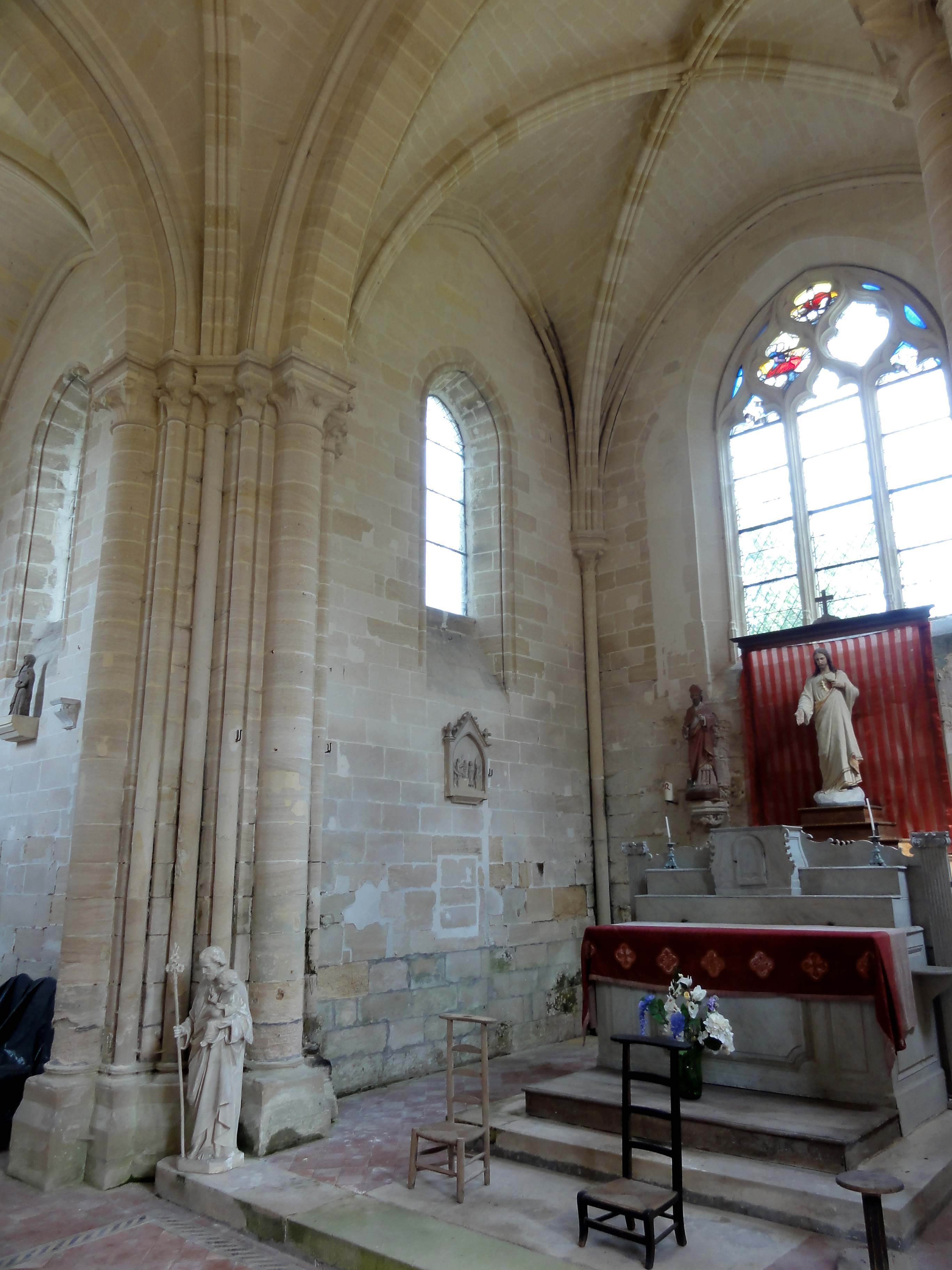
Abside, vue vers le nord-est.
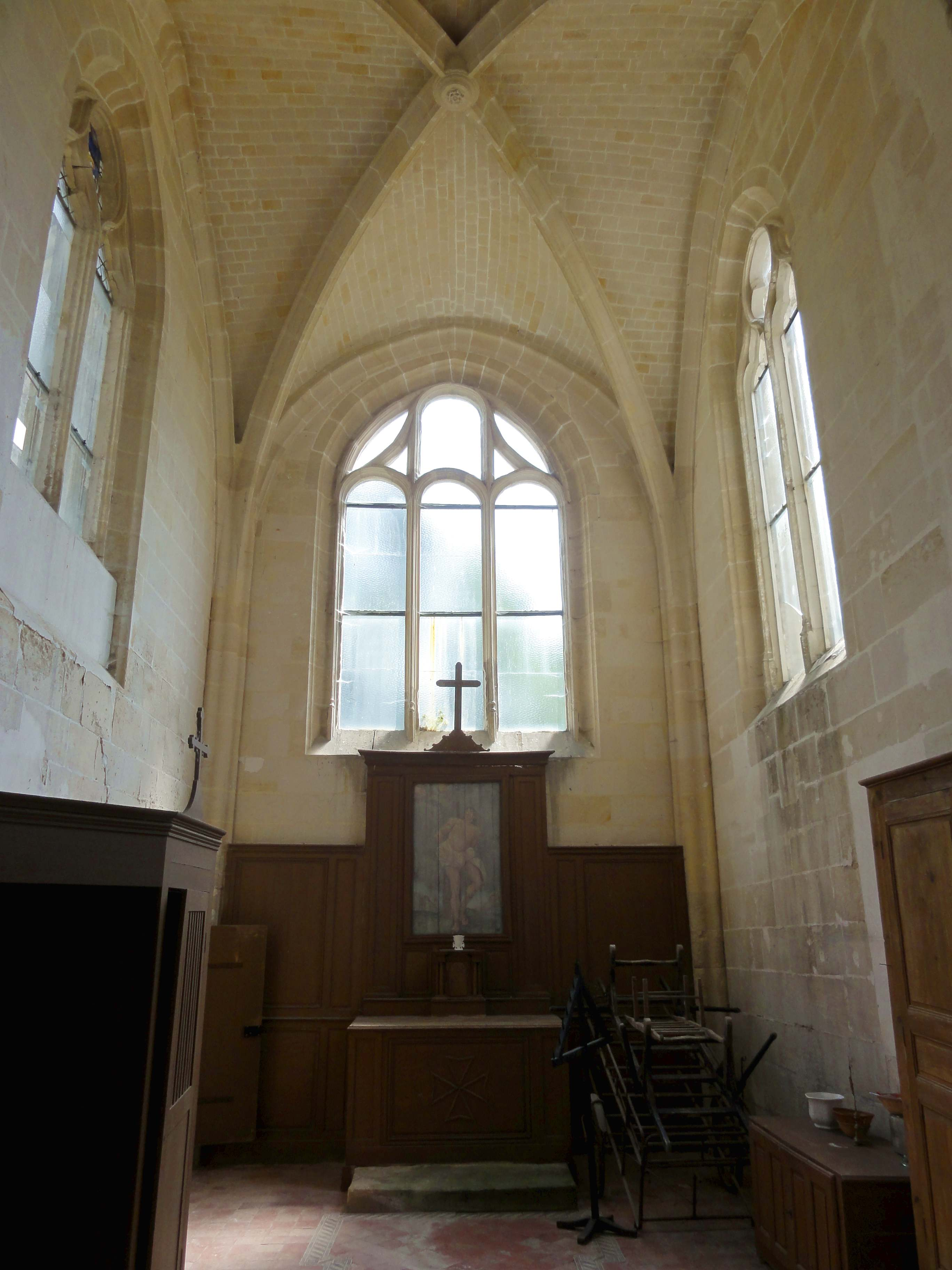
Croisillon sud, vue vers le sud.
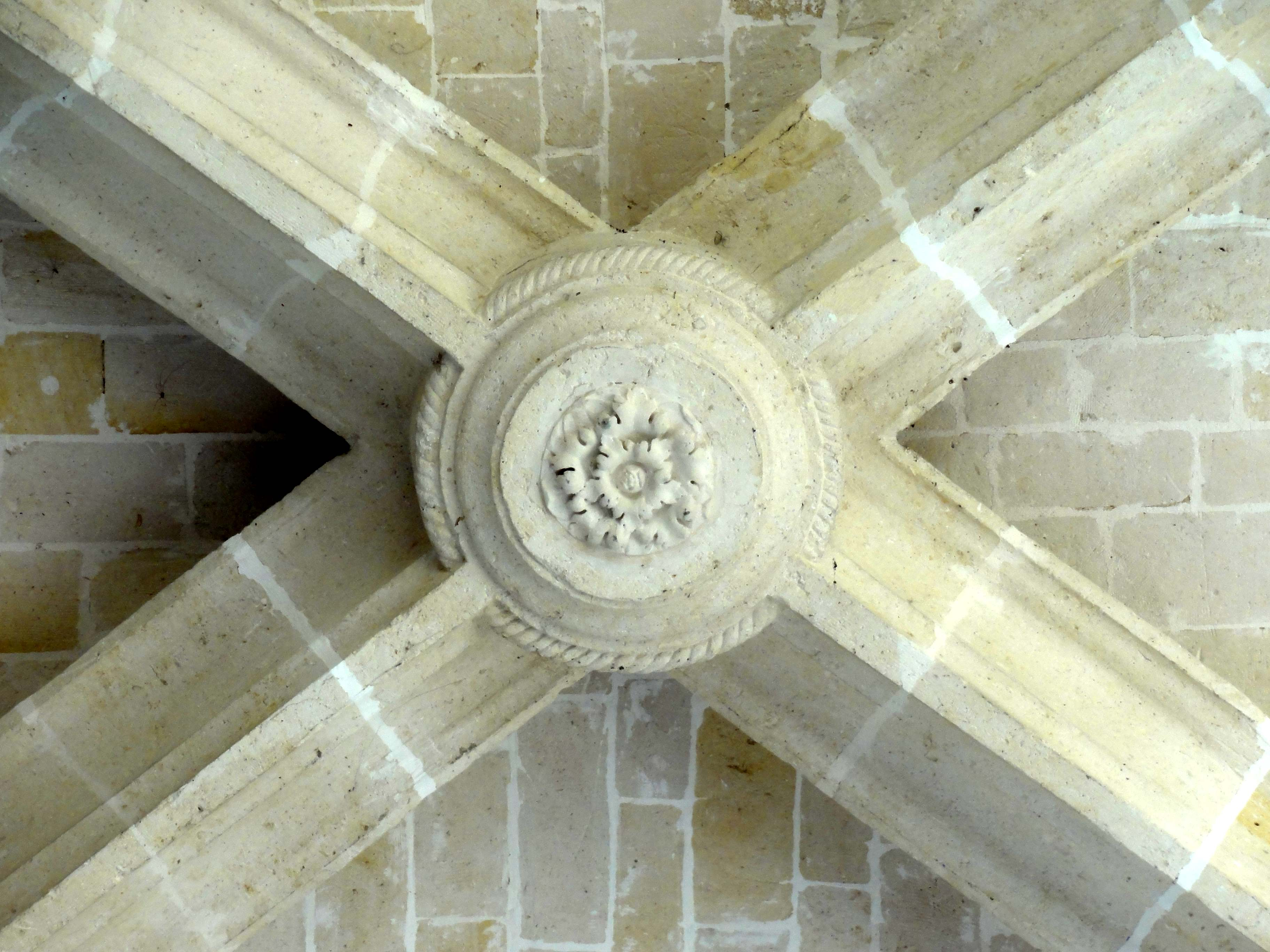
Croisillon sud, clé de voûte du milieu du XVIe.

## Mobilier

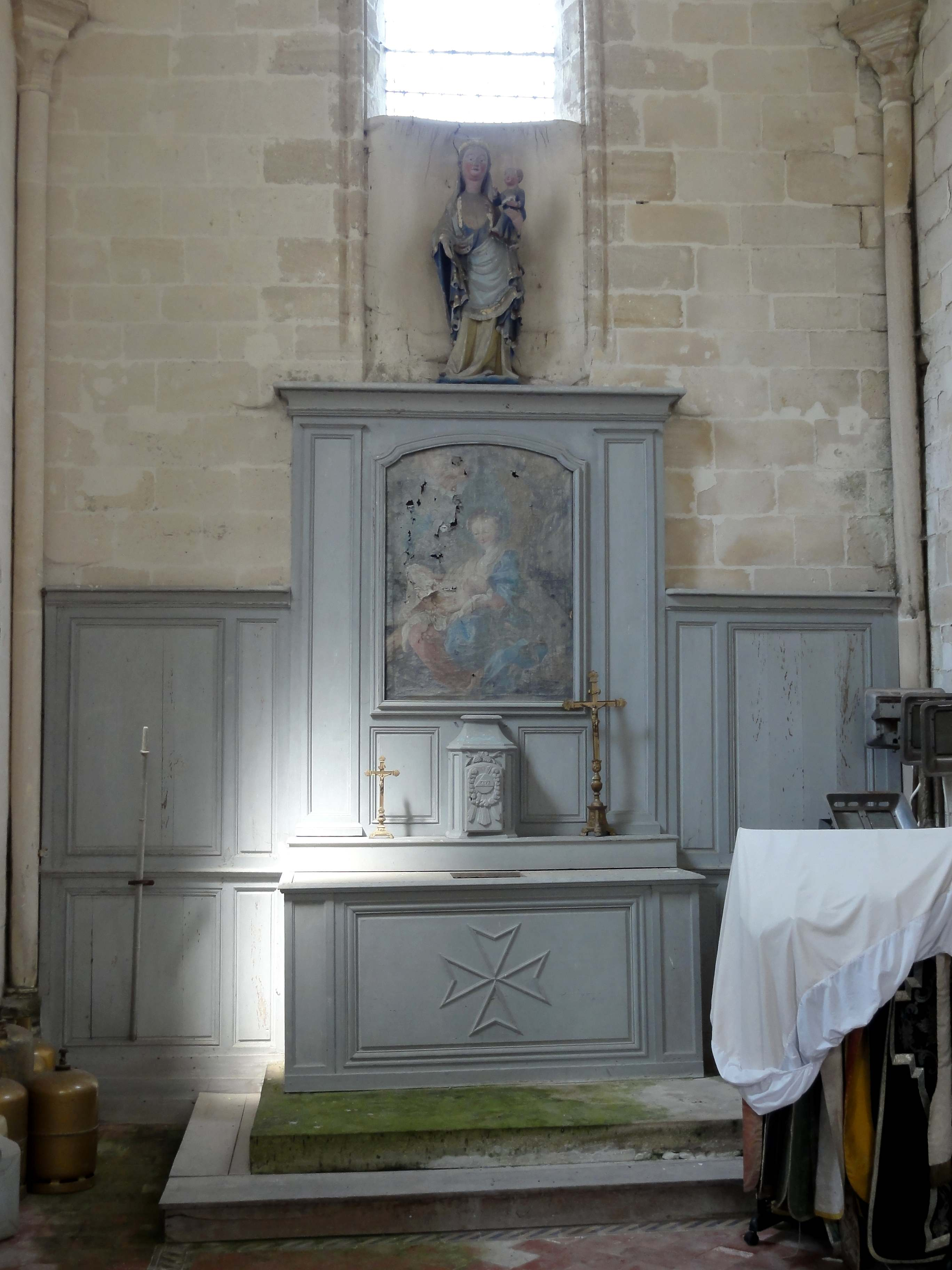
Autel de la Vierge avec un tableau de retable et une statue de la Vierge à l'Enfant.

Parmi le mobilier de l'église, cinq éléments sont classés ou inscrits aux monument historique au titre objet, à savoir deux statues, deux fragments de vitraux et un tableau de retable.
- La statue en bois polychrome de saint Nicolas mesure 138 cm de hauteur, et date de la limite XVe / XVIe siècle. Saint Nicolas est représenté en tenue épiscopale, et dans la même posture que saint Lucien au-dessus du portail : tenant une crosse par sa main gauche, et bénissant de la main droite. À côté, l'on voit son attribut, à savoir le baquet ou saloir avec les trois petits enfants qu'il a ressuscités. La statue a été repeinte au XVIIIe siècle, mais la polychromie ancienne est sous-jacente. L'inscription de l'œuvre remonte seulement à 2005[14].
- La statue en pierre calcaire polychrome de la Vierge à l'Enfant mesure 110 cm de hauteur, et a été daté du troisième quart du XIVe siècle par François Baron, qui s'appuie sur sa silhouette alourdie, la complication des drapés et l'empâtement des traits du visage en comparaison avec des Vierges à l'Enfant du même type antérieures à cette date. La sculpture est naïve et simple, mais de belle facture, et ne montre pas de signes de maladresse. Son classement remonte à 1912[15].
- Une troisième statue ancienne, qui est en bois et représente une sainte non clairement identifiable, n'est pas encore classée. Sans attributs, les mains rejointes pour la prière et la tête voilée, elle évoque les très nombreuses Vierges de douleur provenant des anciennes poutres de gloire qui ont été conservées dans les églises rurales après la dépose de la poutre elle-même. Des poutres de gloire complètes existent encore à Agnetz (déposée) et Jaux.
- Le tableau du retable de la Vierge, dans le croisillon nord, représente la Vierge à l'Enfant, et mesure 138 cm de hauteur pour 98 cm de largeur. C'est vraisemblablement la copie d'une œuvre originale restant à identifier, et date de la première moitié du XVIIIe siècle. Ce tableau, encrassé et fortement endommagé, est inscrit depuis 2005[16]. Deux autres tableaux du XVIIIe siècle, tout aussi mal conservés et à peine lisibles, sont accrochés dans l'église. L'un représente la décollation de saint Lucien, et l'autre le martyre de saint Sébastien. Il orne le retable du croisillon sud, qui est du même genre que le retable de la Vierge.
- Le soufflet de la baie orientale du croisillon sud (n° 4) conserve un vitrail polychrome du XVIe siècle, qui représente le baiser de Judas. Ce fragment est inscrit depuis 1982[17].
- Deux soufflets de la baie d'axe du chevet (n° 0) gardent des vitraux de la même époque, qui représentent Dieu le Père, typiquement représenté au sommet des verrières, et un ange musicien jouant au violon. En plus, des phylactères subsistent au sommet des lancettes de gauche et de droite. Ces fragments sont également inscrits depuis 1982[18]. Lors de la visite de Antoine-Joseph Warmé vers 1873, ils étaient encore plus nombreux, et paraissaient illustrer le mystère de la Sainte-Trinité. Il y avait également un baptême du Christ[3].
- Deux plaques de fondation sont scellées sur la façade, l'une à gauche et l'autre à droite du portail[8].

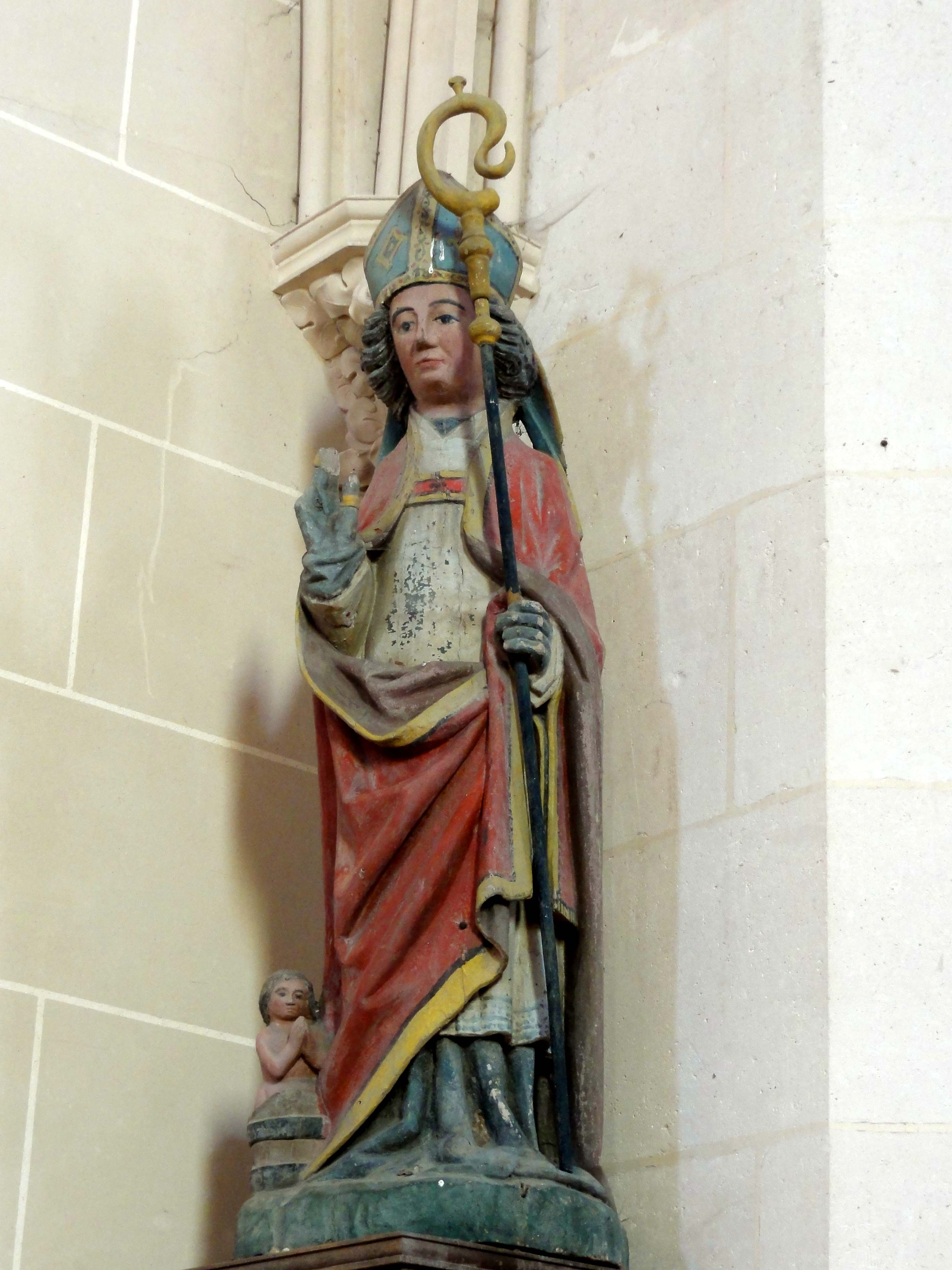
Saint Nicolas.
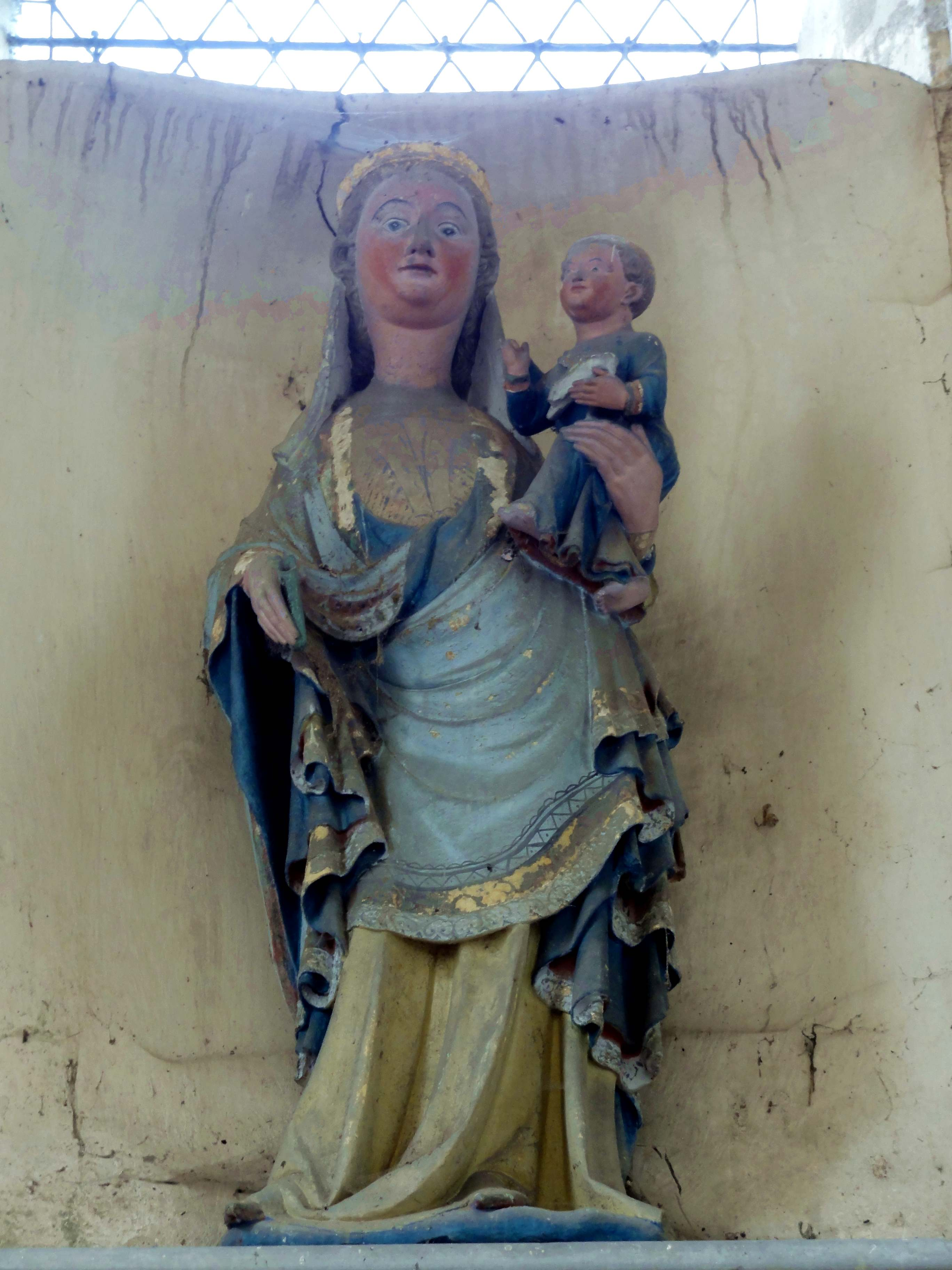
Vierge à l'Enfant.
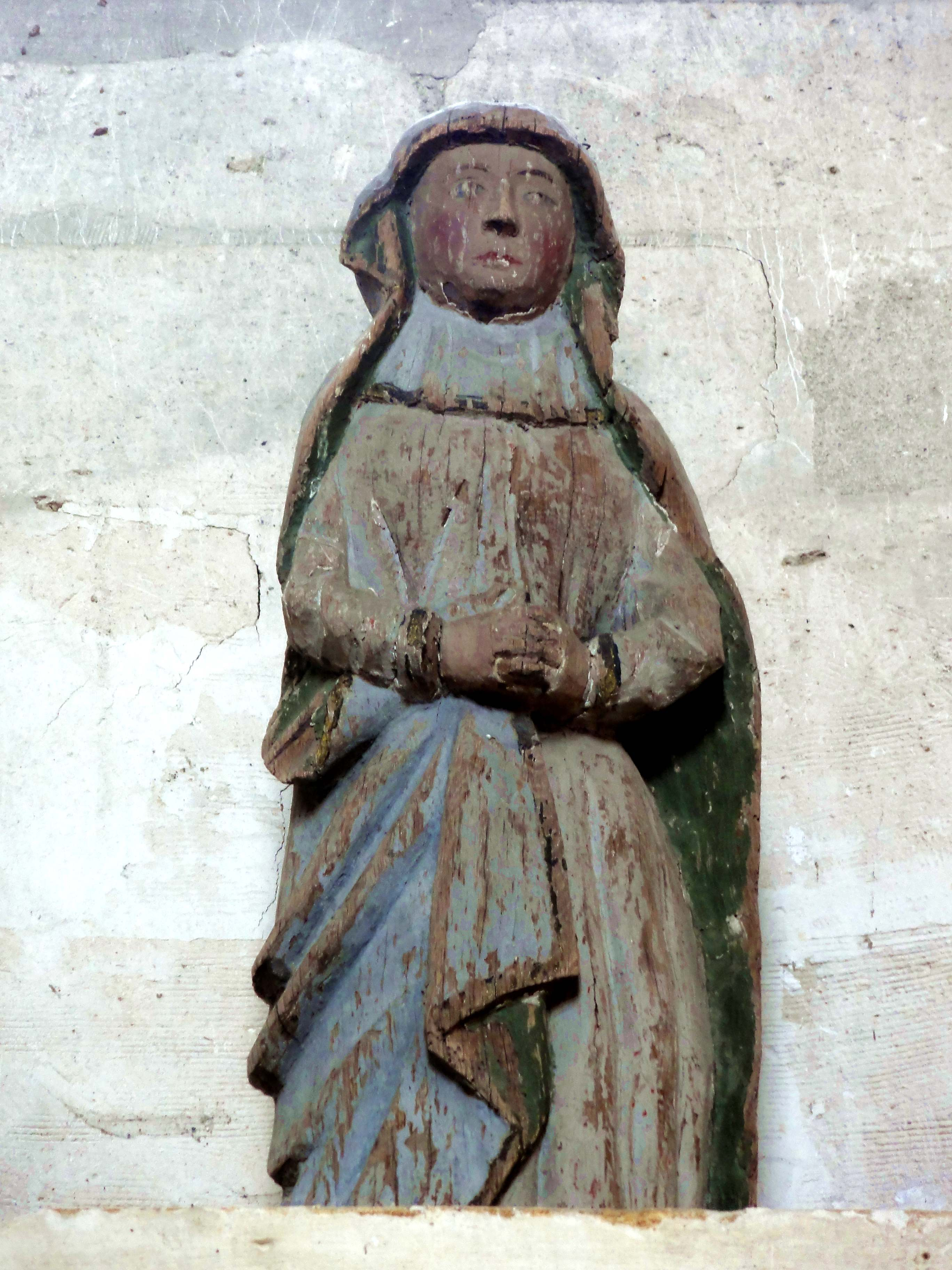
Vierge de douleur.
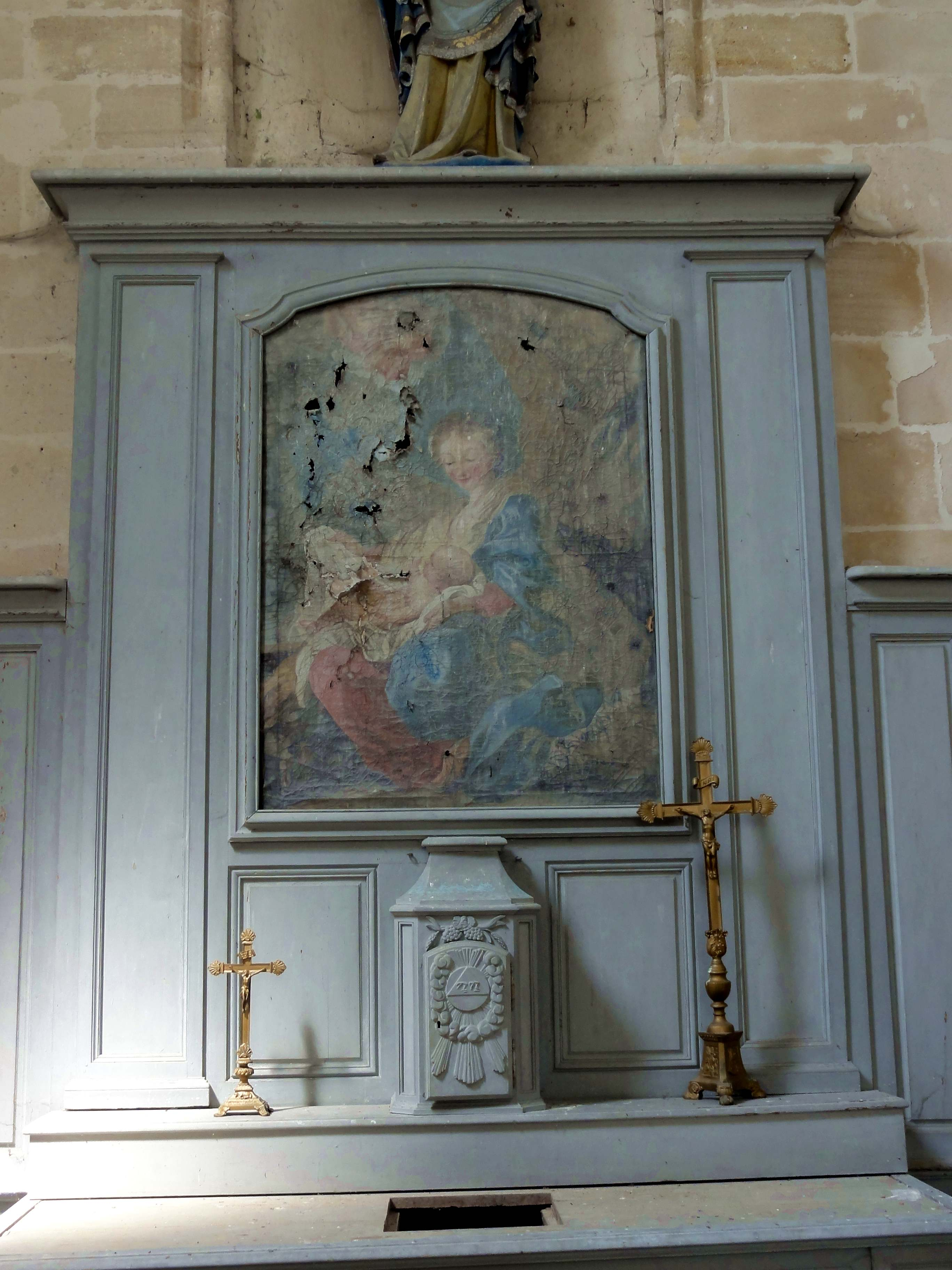
Vierge à l'Enfant.
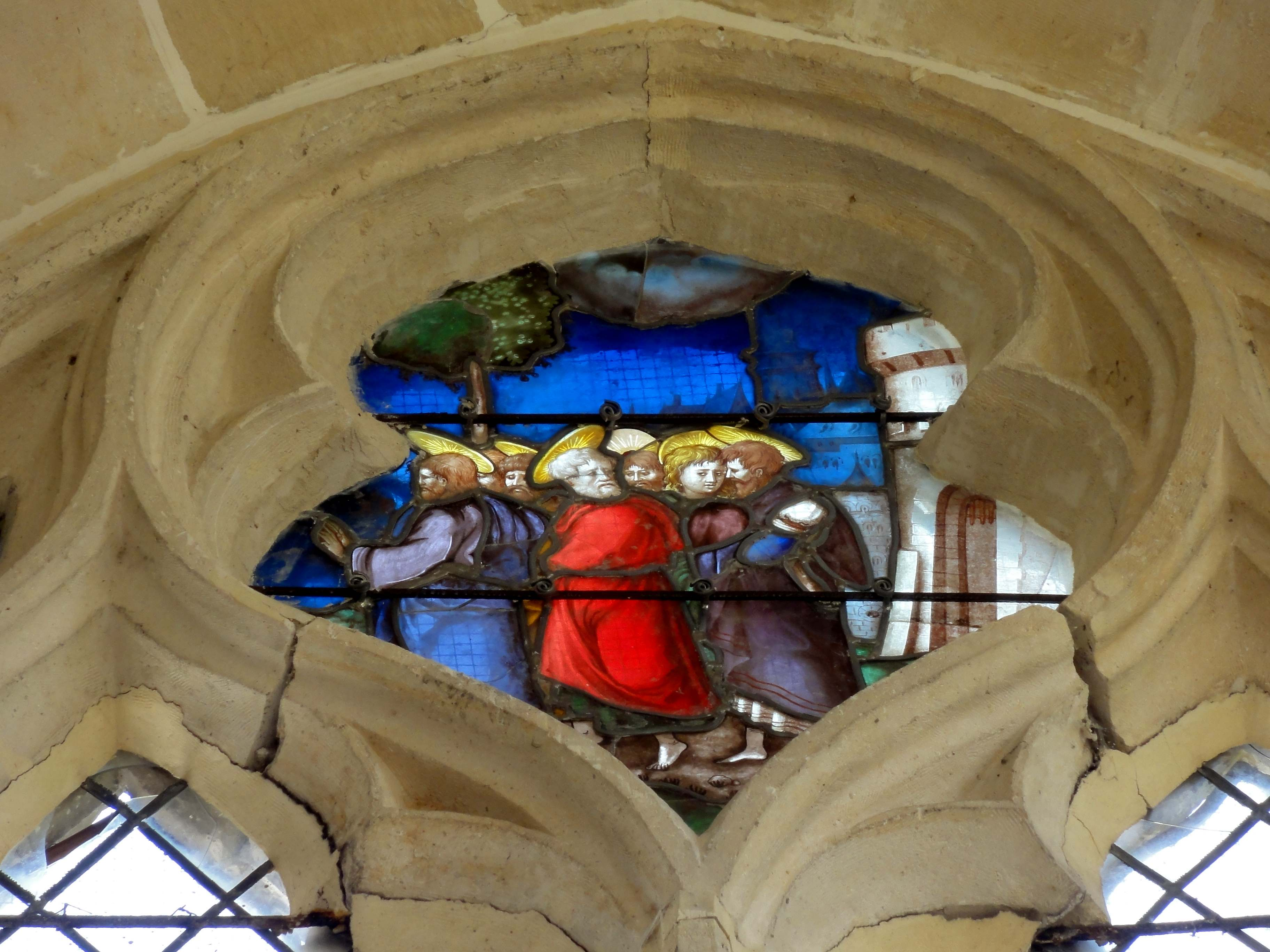
Verrière n° 4.
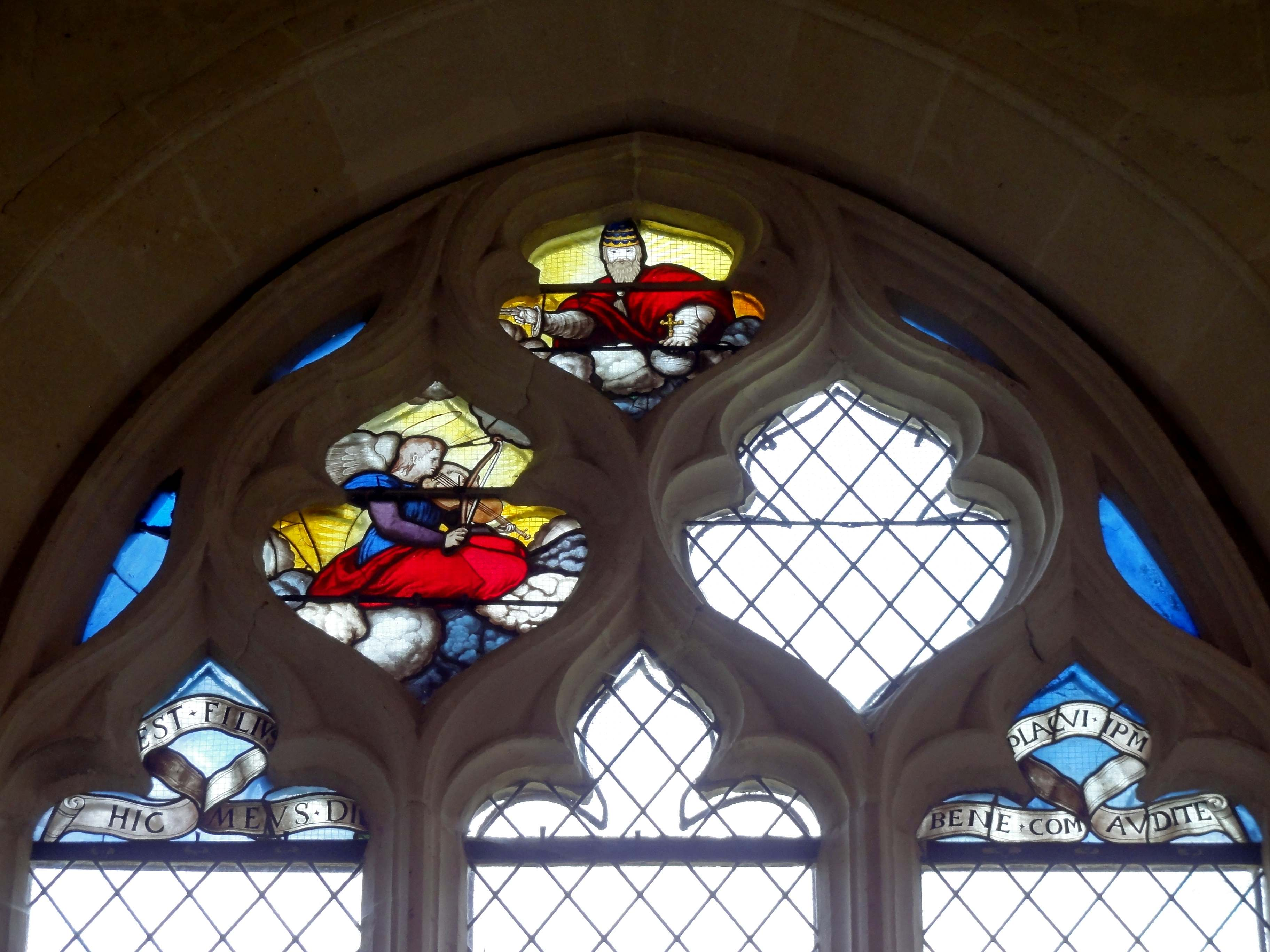
Verrière n° 0.